# Dzwon kościelny

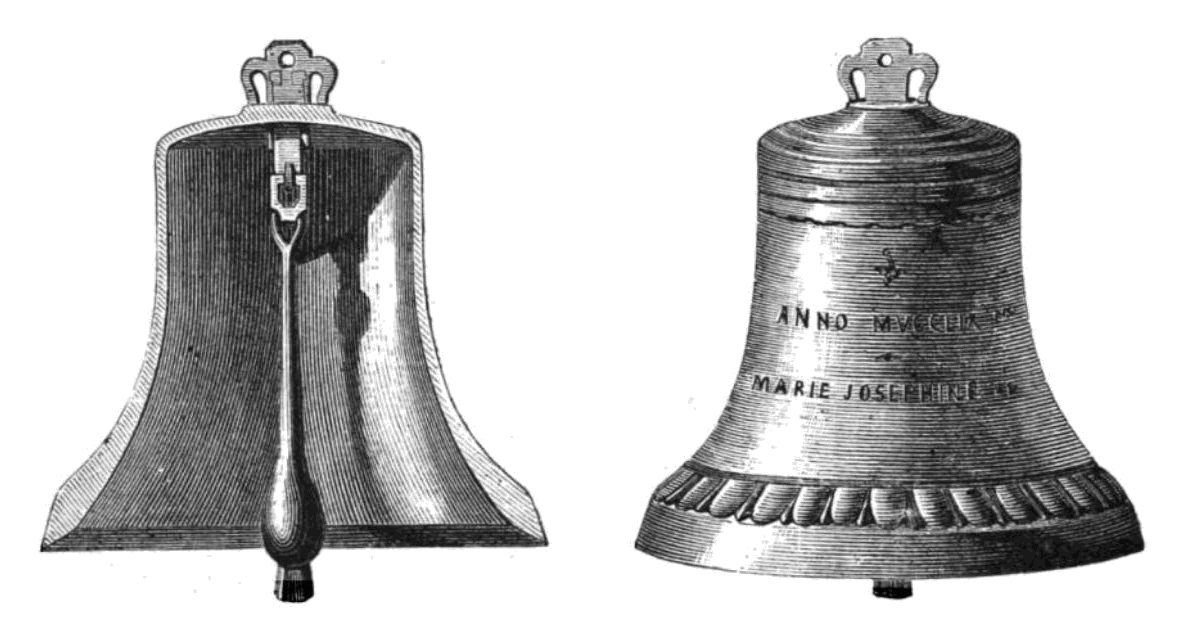
Przekrój dzwonu kościelnego, ukazujący jego wnętrze i budowę

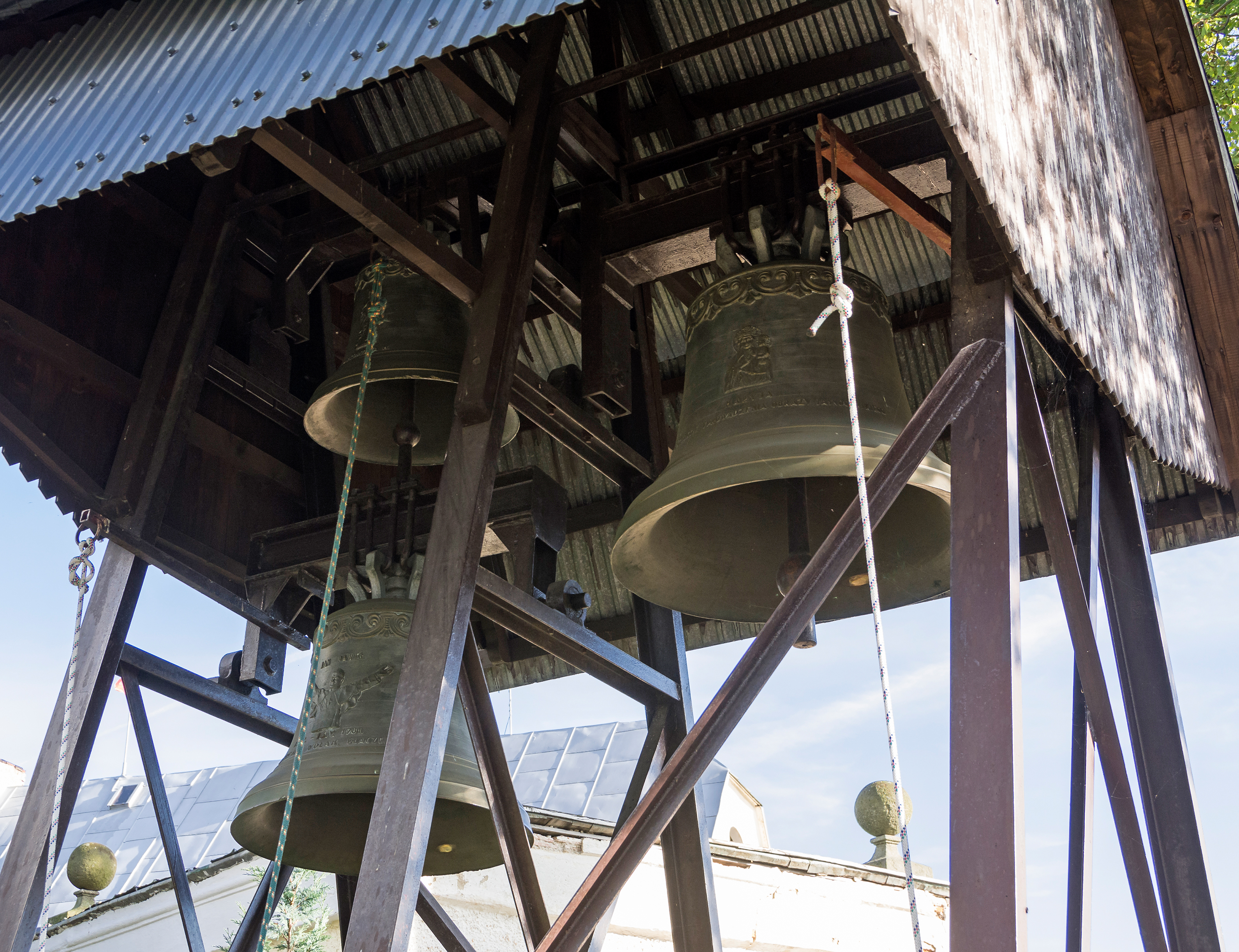
Dzwony przy kościele w Starej Łomnicy

Dzwon kościelny – dzwon, używany w kościołach chrześcijańskich, zwykle do zasygnalizowania wiernym pory udania się do kościoła (aby mogli uczestniczyć w mszy, ślubie, pogrzebie oraz innych nabożeństwach, uroczystościach i posługach religijnych) oraz niektórych modlitw.

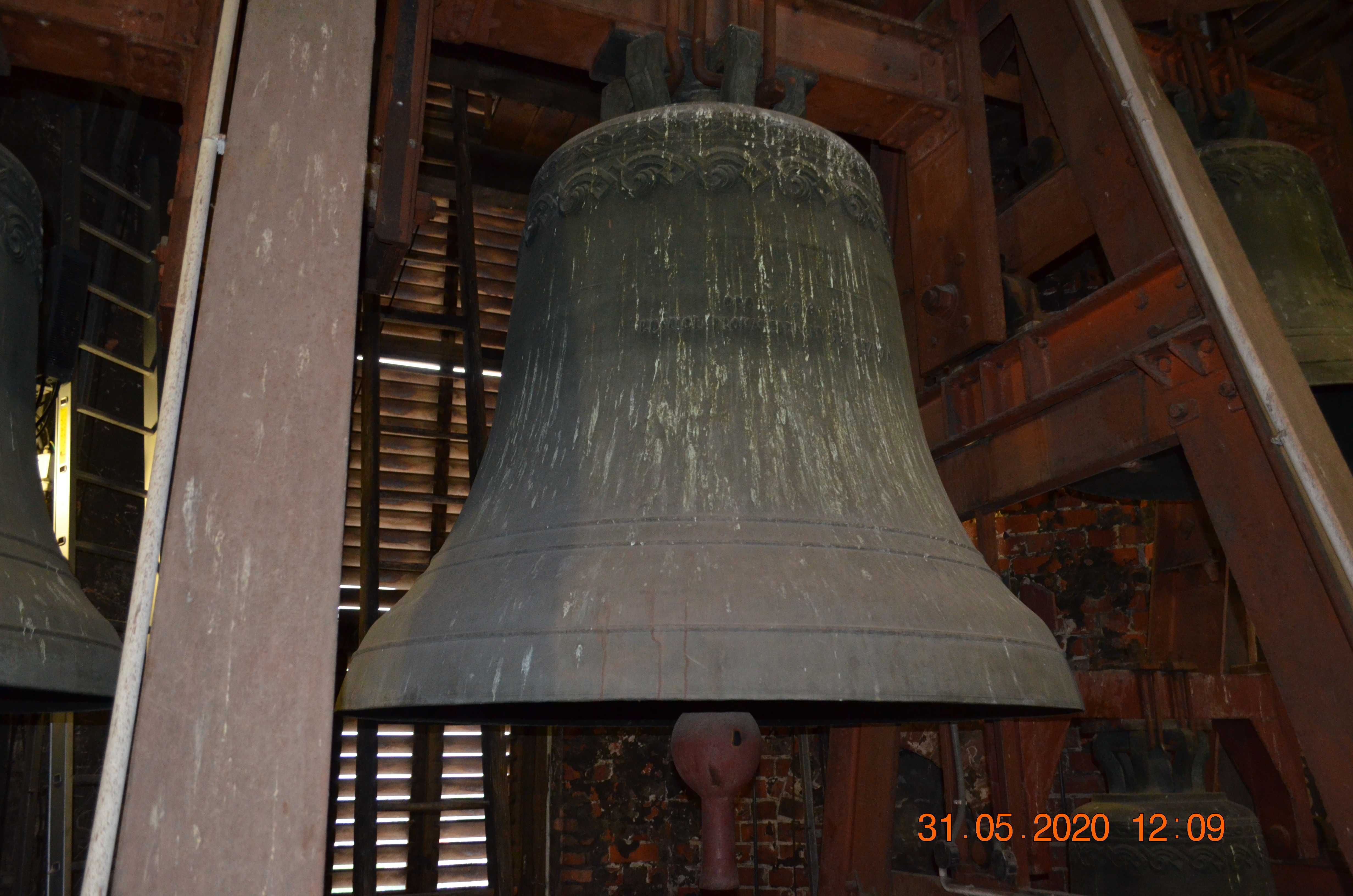
Dzwony Katedry Opolskiej

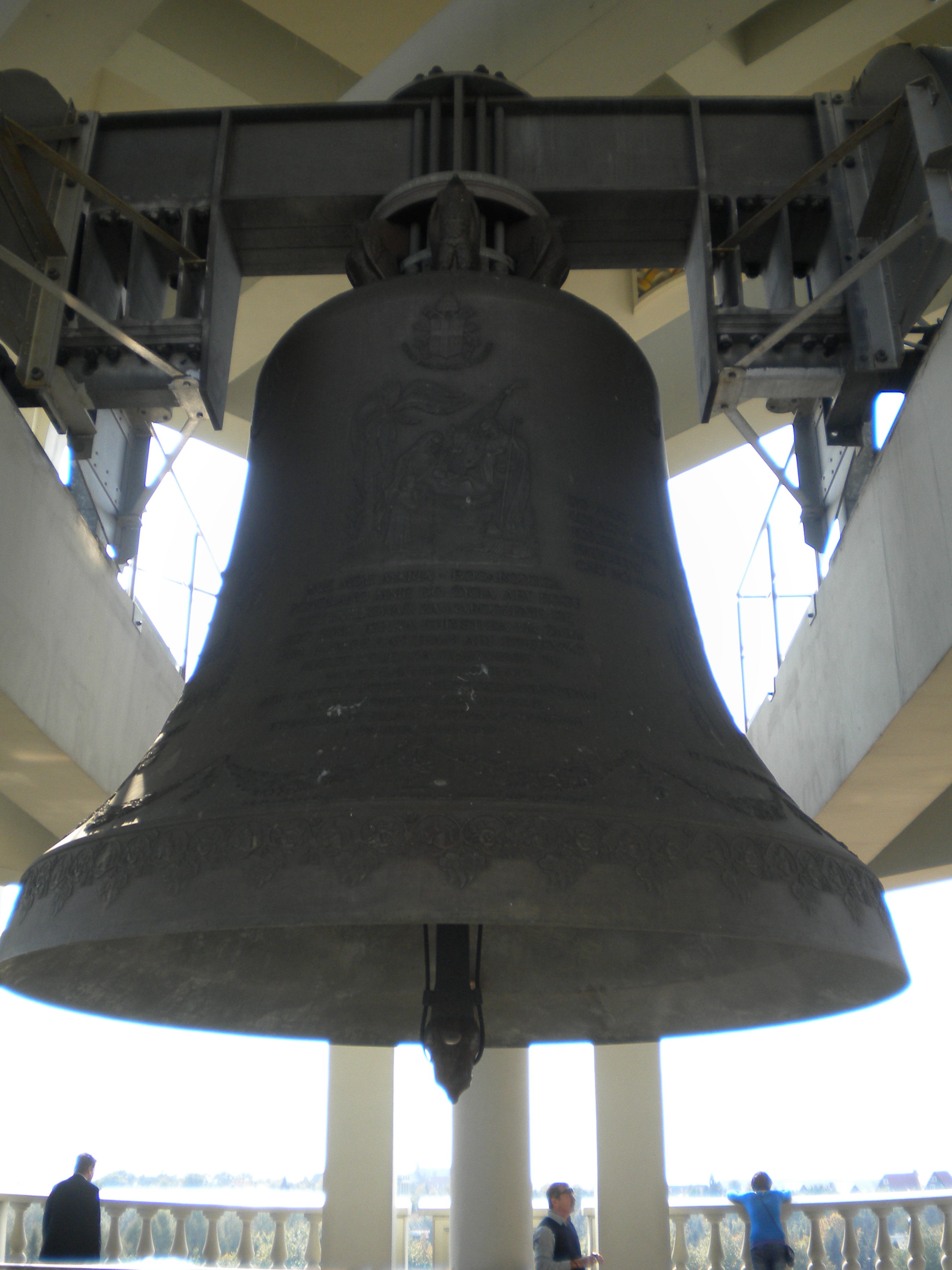
Dzwon bazyliki w Licheniu

## Historia
Około IX wieku zaczęto używać dzwonów w celach świeckich. Za cesarzy saksońskich wieże obronne w Niemczech, zwykle wznoszone oddzielnie na wyniosłościach terenowych, z których obserwowano ruchy nieprzyjaciela, miały dzwony sygnałowe.
Dzwonem kościelnym zwoływano lud pod broń, do gaszenia pożaru, do ratowania się przed powodzią lub napadem wroga. Później w wielu miastach te role pełniły dzwony ratuszowe. We Włoszech w średniowieczu używany był dzwon obozowy, zawieszony w dzwonnicy przewożonej na kołach (carroccio).
Przed wynalezieniem innych środków masowej komunikacji był to jedyny sposób, aby móc zgromadzić razem ludzi z najbliższej okolicy. Spełniał także pozareligijne funkcje alarmowe.
Synod warmiński z 1610 roku ustanowił, aby dzwony były przed użyciem poświęcone. Bractwa i cechy nie mogły mieć własnych dzwonów. Kościoły zakonne mogły mieć po jednym dzwonie, średniej wielkości, do zwoływania na modlitwę. Dzwonić mógł tylko „sługa kościelny, a żony swojej w żadnym razie w zastępstwie do tego używać nie może, pod karą usunięcia od obowiązku”.

### Pory dzwonienia
W różnych czasach różnie dzwoniono, w zależności od celu dzwonienia.
- Przed nabożeństwem dzwoniono trzy razy.
- Na Anioł Pański – o wschodzie i zachodzie słońca – dawano znak jednym i tymże samym dzwonem (obecnie na Anioł Pański dzwoni się o 6:00, 12:00 i 18:00).
- Na modlitwę o pokój – trzy razy dziennie dzwoniono.
- Synod chełmiński (1583) nakazywał na nabożeństwie żałobnym za biskupa „dzwonić we wszystkie dzwony”.
- Synody żmudzkie (1636 i 1752) nakazują dzwonić przez trzy dni po śmierci prałata lub kanonika. Za umarłych zezwalano dzwonić dwa (najwięcej trzy razy) przez pół kwadransa (z opłatą na sznury i inne wydatki).
- Biskupi polscy nakazywali na synodach, aby „wiecznymi czasy, co dzień w godzinę po zachodzie słońca, tak w parafialnych, jak w zakonnych kościołach, uderzano w wielki dzwon na odmówienie parę razy Ojcze nasz i Zdrowaś Maryjo z psalmem ‘De profundis’. Uderzano trzy razy, przyczem trzecie dzwonienie powinno było być dłuższe dla odróżnienia, że nie dzwonią na pożar”[1].
- Synod warmiński z 1610 roku każe dzwonić na Podniesienie w czasie sumy, „aby ci, którzy nie są obecni w kościele, przynajmniej myślą uczcili Najśw. Sakrament”.
- W Prusach zabraniono dzwonić w czasie burzy.
- Uderzaniem w dzwony kościelne rozpoczynano o północy Wielki Post.
- Za Księstwa Warszawskiego (1809) i Kongresówki (1818) wyszły przepisy poświęcania dzwonów kościelnych i nazwano je chrztem (baptismus). Dzwon, „jak każdy inny sprzęt kościelny, modlitwą i wodą święconą błogosławiono i oczyszczano przed pierwszem użyciem. Poświęcanie jest dawniejszem, niż nadawanie imion dzwonom”[1].

Obecnie w niektórych parafiach pojawiają się nowe zwyczaje dotyczące pór dzwonienia:
- o 15:00 dzwoni się w Godzinie Miłosierdzia, wzywając do odmawiania Koronki do Miłosierdzia Bożego;
- o 21:00 dzwony wzywają na Apel Jasnogórski.

Z kolei w niektórych miejscach odchodzi się od dzwonienia na Anioł Pański o 6:00 i 18:00, dzwoniąc tylko w południe.

### Nadawanie imion dzwonom
- W Kapitularzu Karola Wielkiego z 789 roku, „jest przepis przeciwko zabobonom, praktykowanym przy benedykcyi dzwonów”.
- Papież Jan XIII, poświęcił w 968 roku wielki dzwon kościoła laterańskiego i nadał mu imię „Jan”.
- We Włoszech nadawano dzwonom także imiona żeńskie.
- W Polsce nadawano imiona, tylko męskie, zwykle od ich fundatorów, jak np. wielki dzwon, odlany z woli króla Zygmunta I w 1520 roku w Krakowie, dla katedry na Wawelu przez Hansa Behema, ochrzczony został imieniem Zygmunt[2].

### Opisy identyfikacyjne dzwonów
„O starych dzwonach w kraju wiemy” – pisze w 1878 roku ks. Władysław Siarkowski, że „znajdują się w Czersku, Poznaniu, Krakowie, Ludzimierzu, Zakroczymiu, Sandomierzu (dwa: jeden z 1314, drugi z 1399), Lwowie, Kielcach, Koźminie, Lanckoronie, Zebrzydowicach, Rabce, Toruniu”.
- W Krakowie, w kościele NMP, znajduje się dzwon ludwisarza Freudentheila z roku 1435, z płaskorzeźbami Matki Boskiej z Dzieciątkiem Jezus, herbem państwa polskiego, miasta Krakowa, sześciu różnymi herbami polskimi i Oleśnickich.
- W katedrze krakowskiej, na wieży wikaryjskiej, są trzy dzwony, znane pod imionami: Maciek, Nowak i Gaworek, nazywane też „srebrnymi” (użyto w nich domieszki srebra).
- W kościele katedralnym w Lublinie znajduje się dzwon ozdobiony 10 herbami i wizerunkami świętych Jana i Stanisława, mający 12½ łokcia obwodu i 6½ stopy wysokości (odlany w 1627 przez Tomasza Godax i Piotra Breczwela).
- W kościele pobernardyńskim w Lublinie znajduje się dzwon (8 łokci obwodu) z płaskorzeźbami i ozdobami, odlany w 1658 przez Andrzeja Przybyłkę i Alberta Żmudę.
- Słynął wielkością dzwon farny w Nowym Sączu odlewu Wagnerowicza z Lublina (1617), (14 łokci obwodu, pęknięty).
- Słynęły także nie tyle wielkością, ile głosem, „jakoby na dwie mile w dzień cichy słyszanym, dwa dzwony farne radziwiłłowskie: w Mirze i Nieświeżu. Pierwszy był fundacyi księcia „Panie Kochanku” i nosił też imię swojego fundatora 'Karol'”.

W wydawanych przez Akademię Umiejętności w Krakowie Sprawozdaniach Komisyi do badania historyi sztuki w Polsce znajdują się wiadomości o dzwonach w Krakowie (t. I str. 26, 29 i 30, t. II str. 113) w Ostrogu wołyńskim (t. III str. 87), w Sączu (t. IV str. LXXXIV) w Sandomierzu (t. II str. 49), w Chyrowie (t. V str. CXXXI), w Łanach (t. V str. CXXXI), we Lwowie (t. V str. CXXXI), w Zubrzy (t. V str. CXXXI), o odlewni w Urzeczu (t. VI str. 238) i Pokojowie (t. VI str. 210 i 211)”.

## Opłaty za użycie dzwonów
O opłacie, tzw. „dzwonne” lub „podzwonne”, mówi synod warmiński. Biskup Skarszewski w „Rozporządzeniach na djecezję chełmską i lubelską”, wydanych w 1792 roku, wyznaczył opłatę od dzwonienia:
- za jeden raz (od trzech dzwonów) – 15 gr;
- więcej dzwonów – 20 gr;
- za dzwony tzw. wielkie – jeden złp.

## Fotogaleria

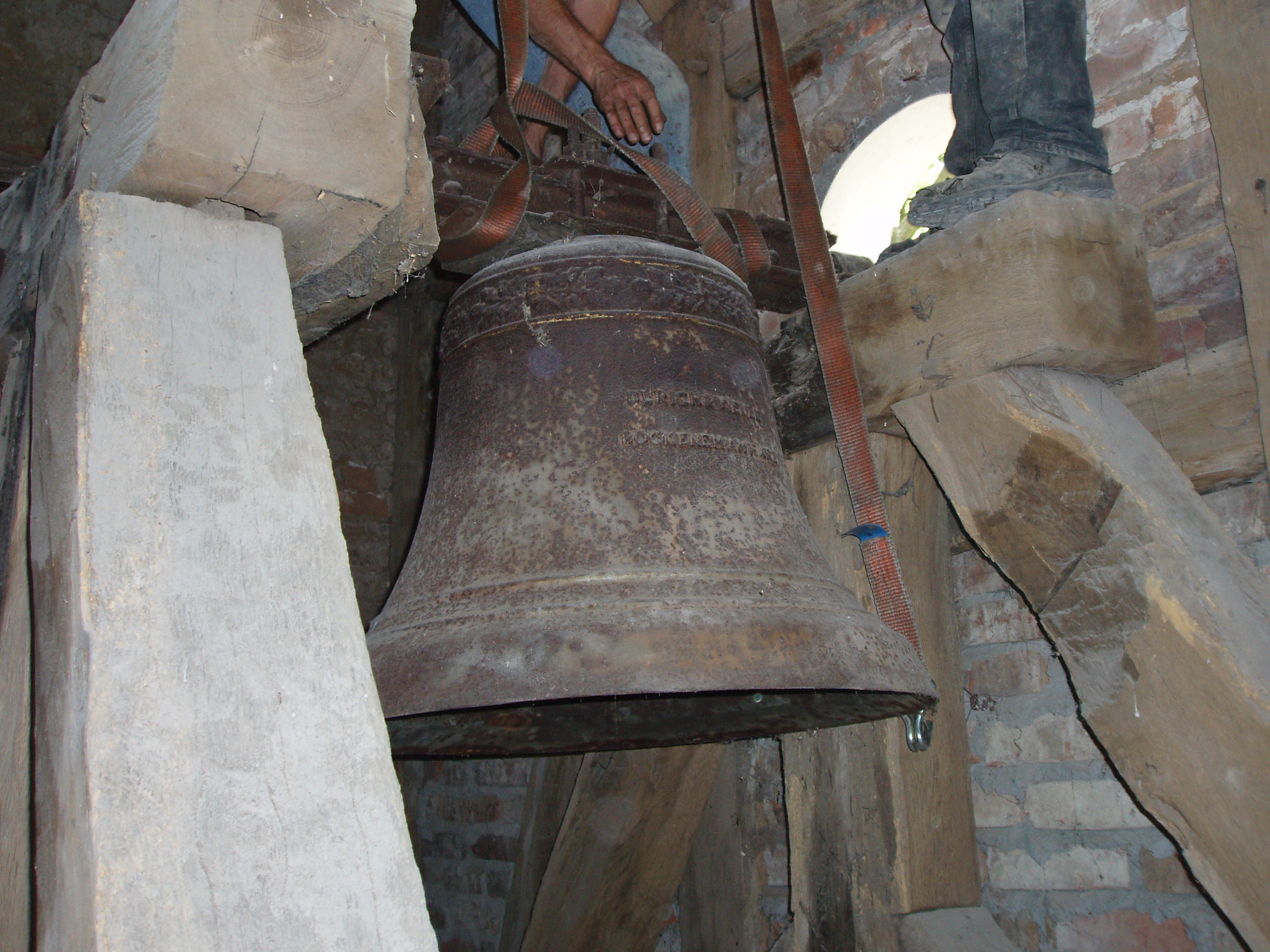
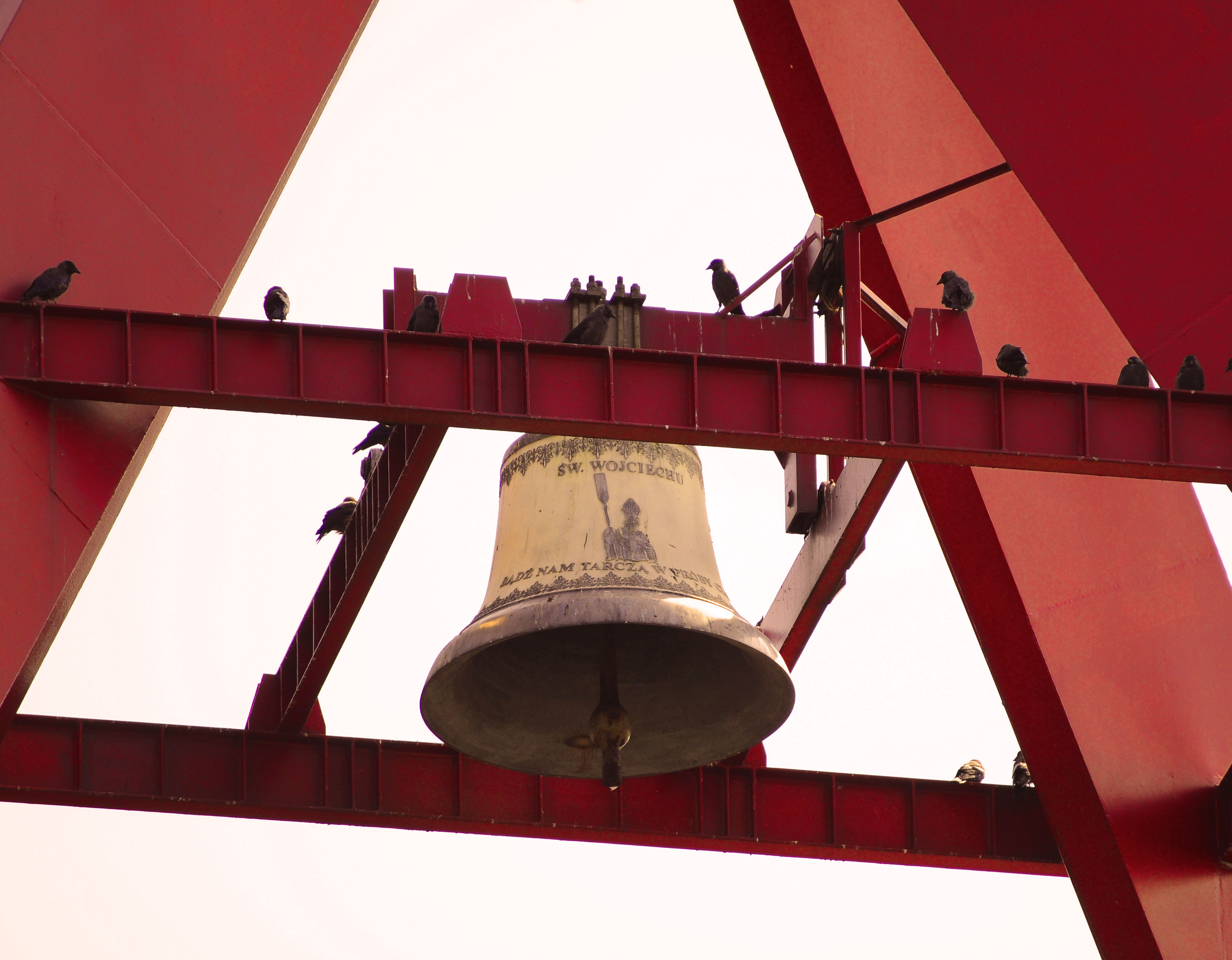
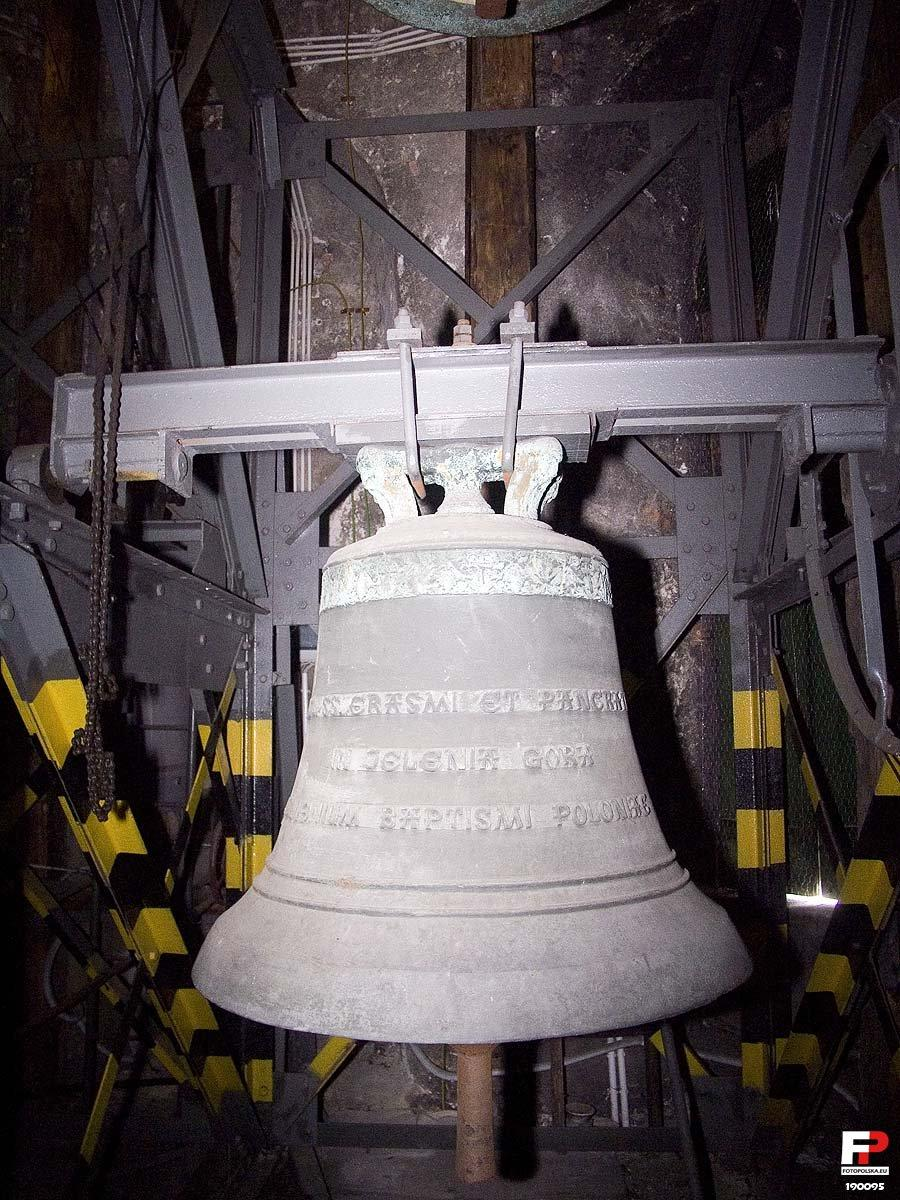
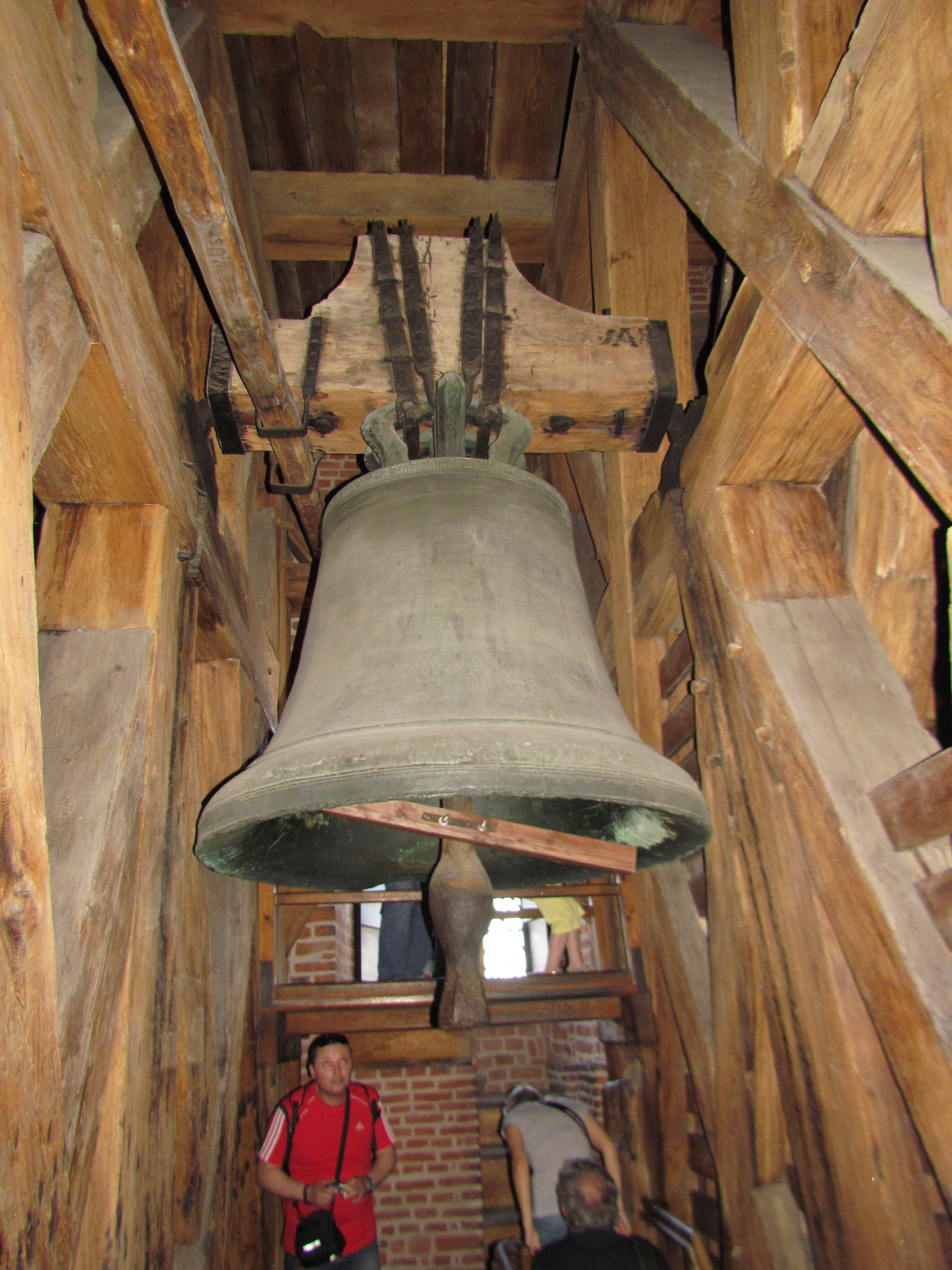
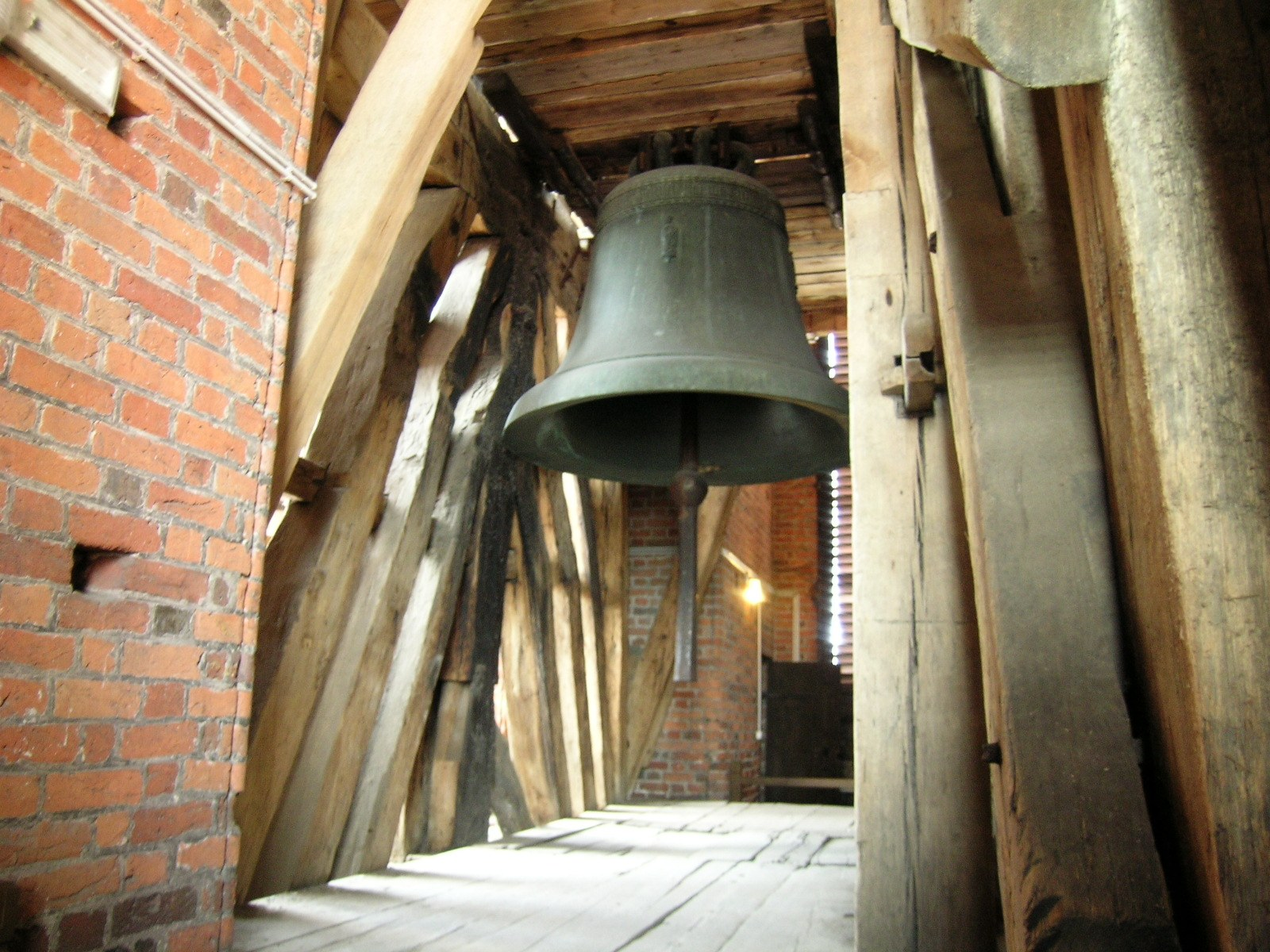
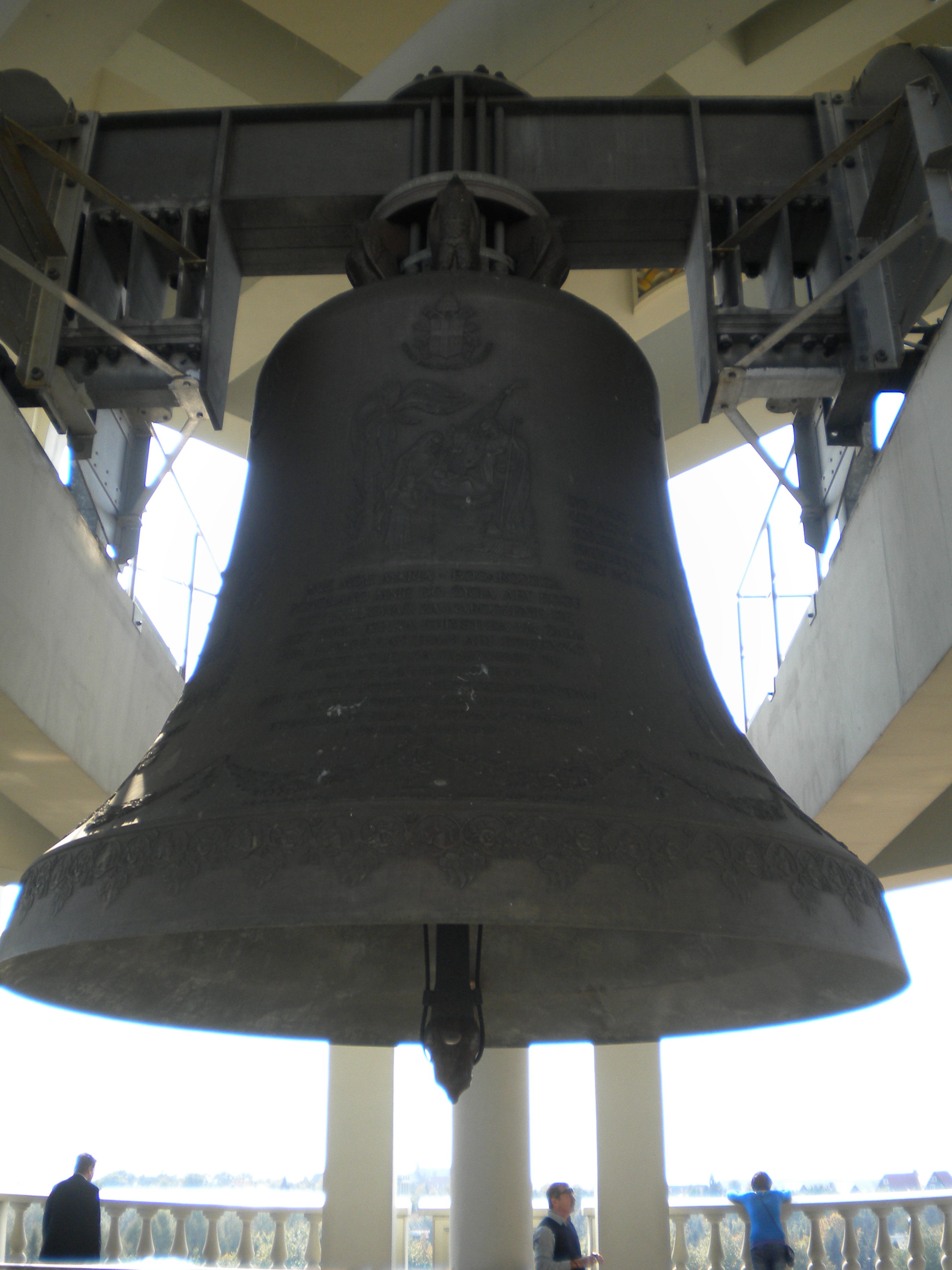
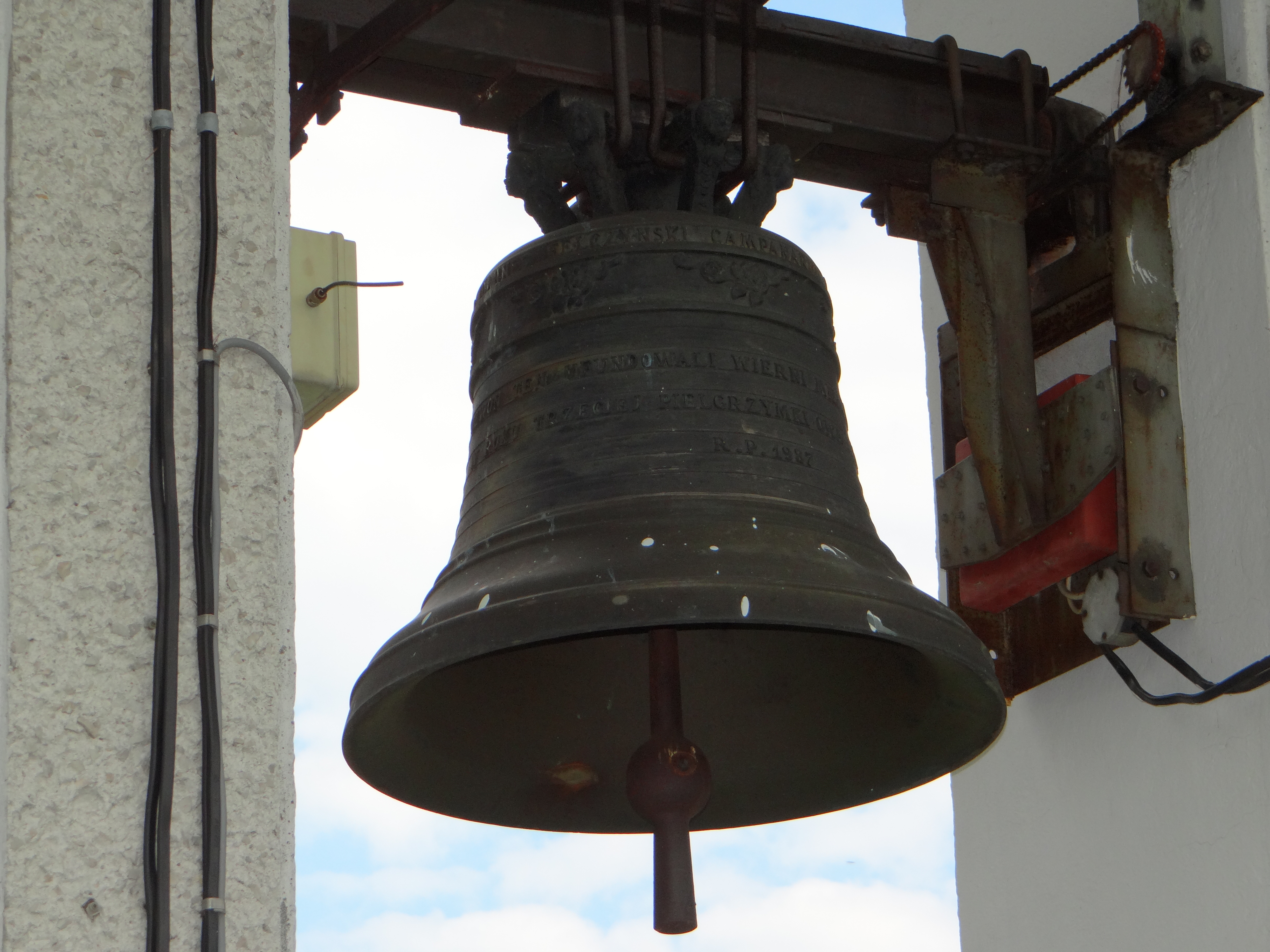
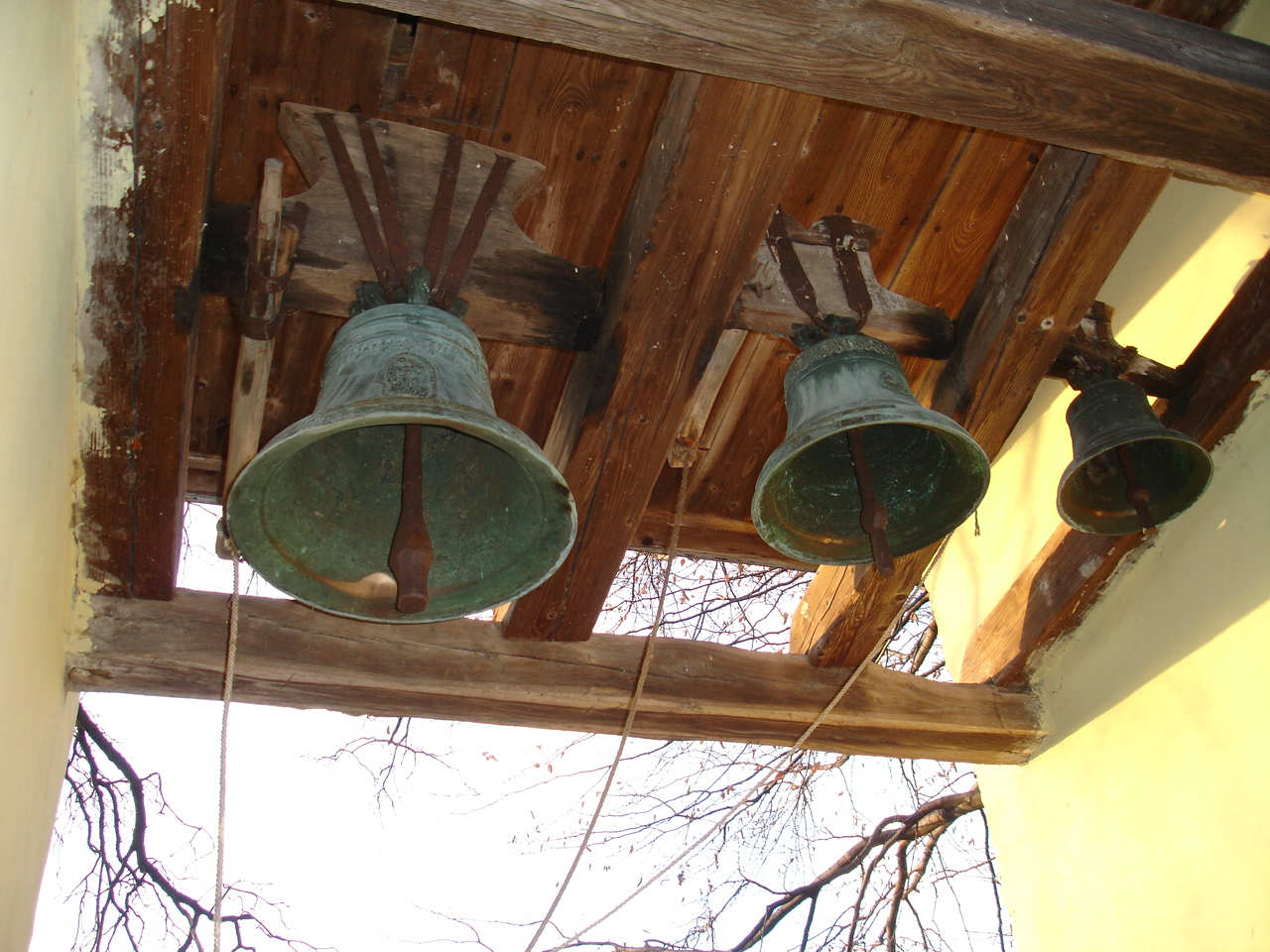
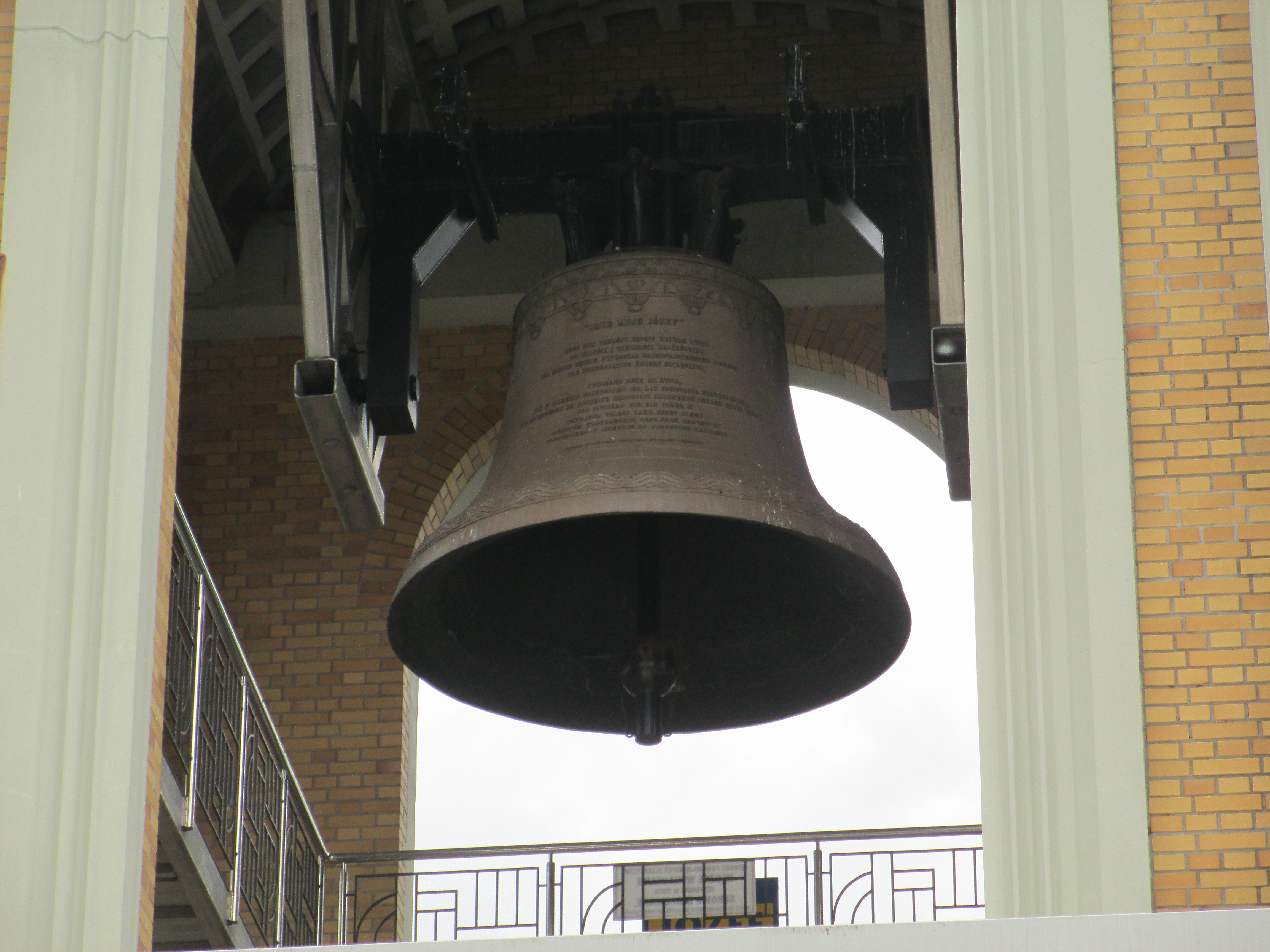
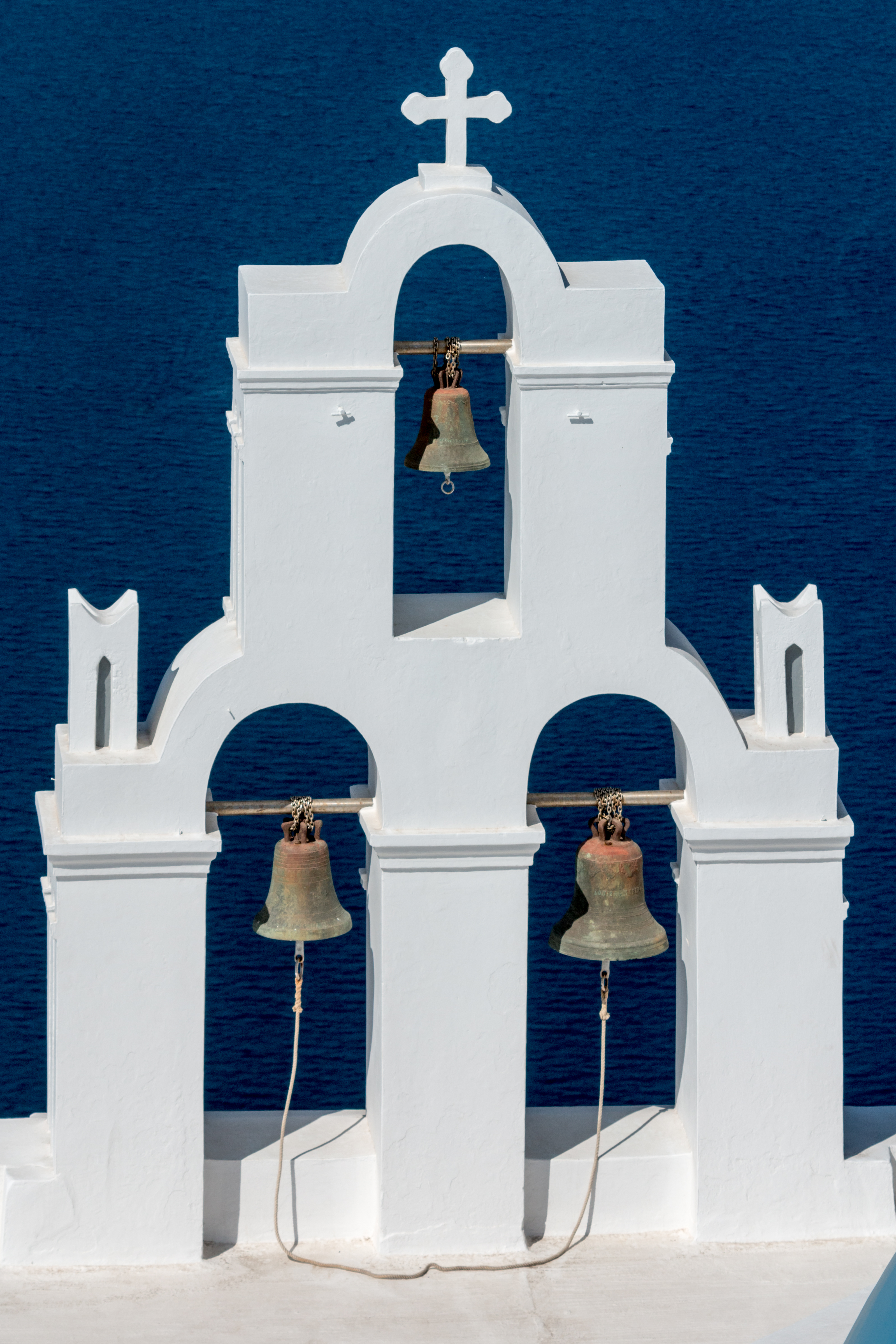
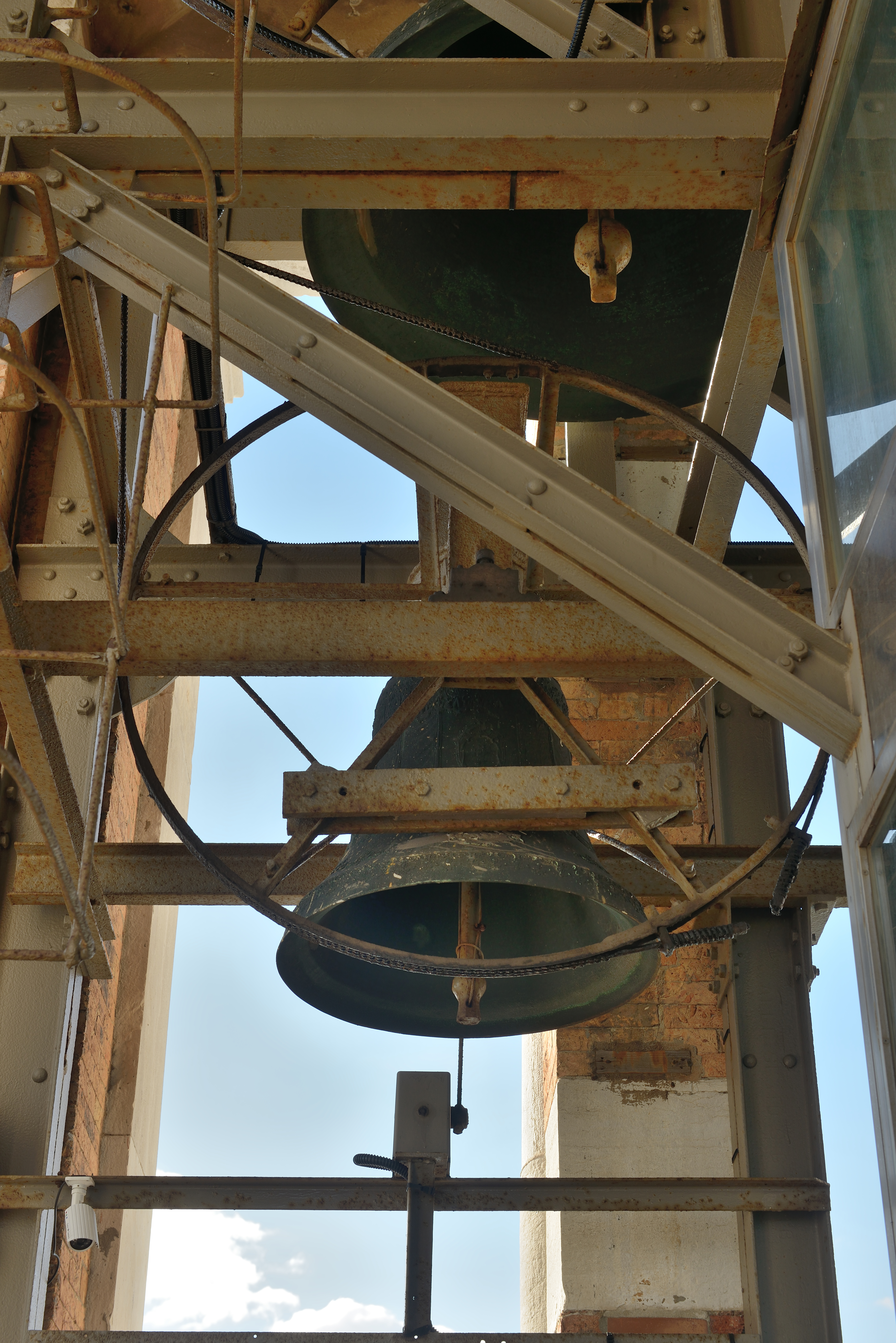
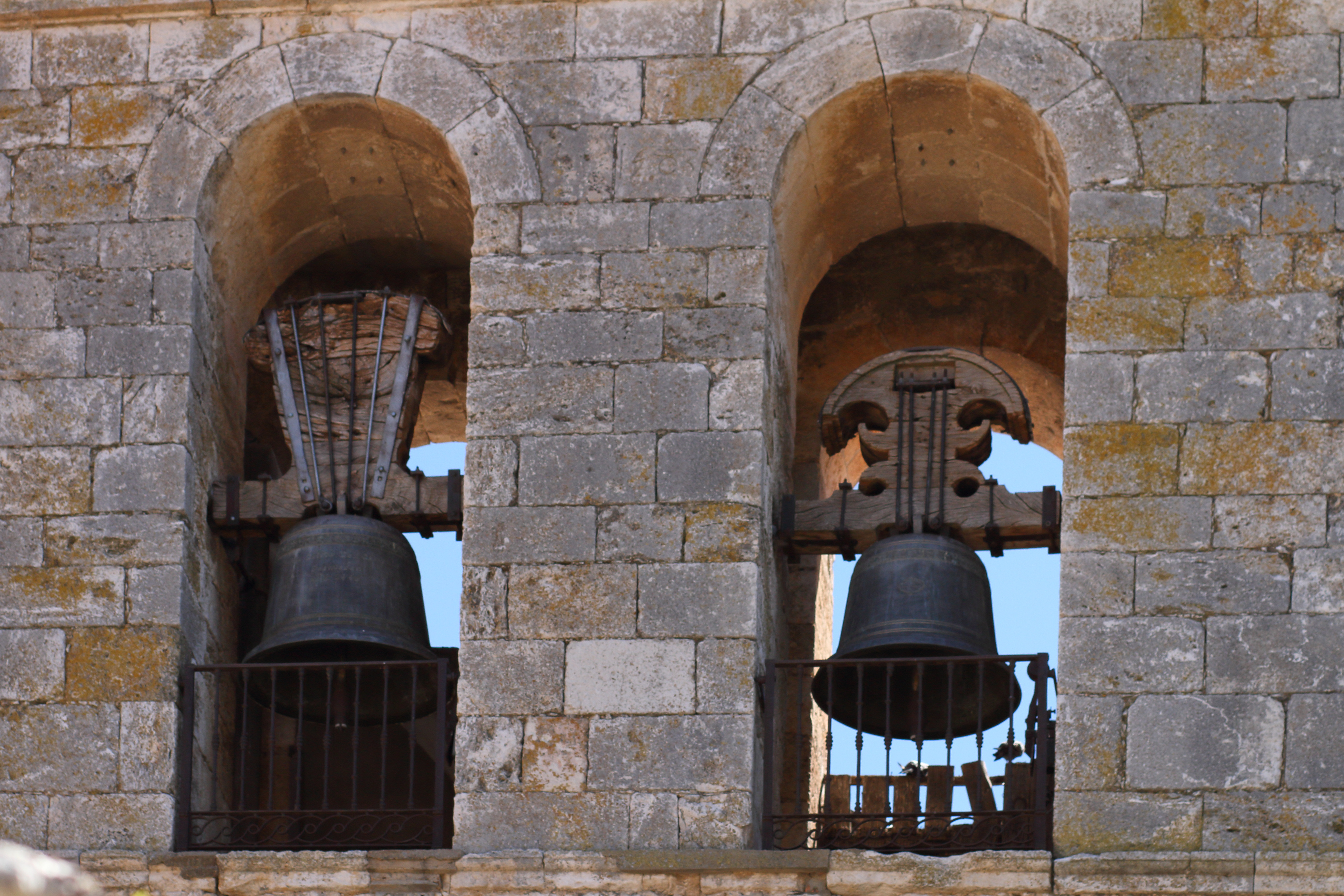
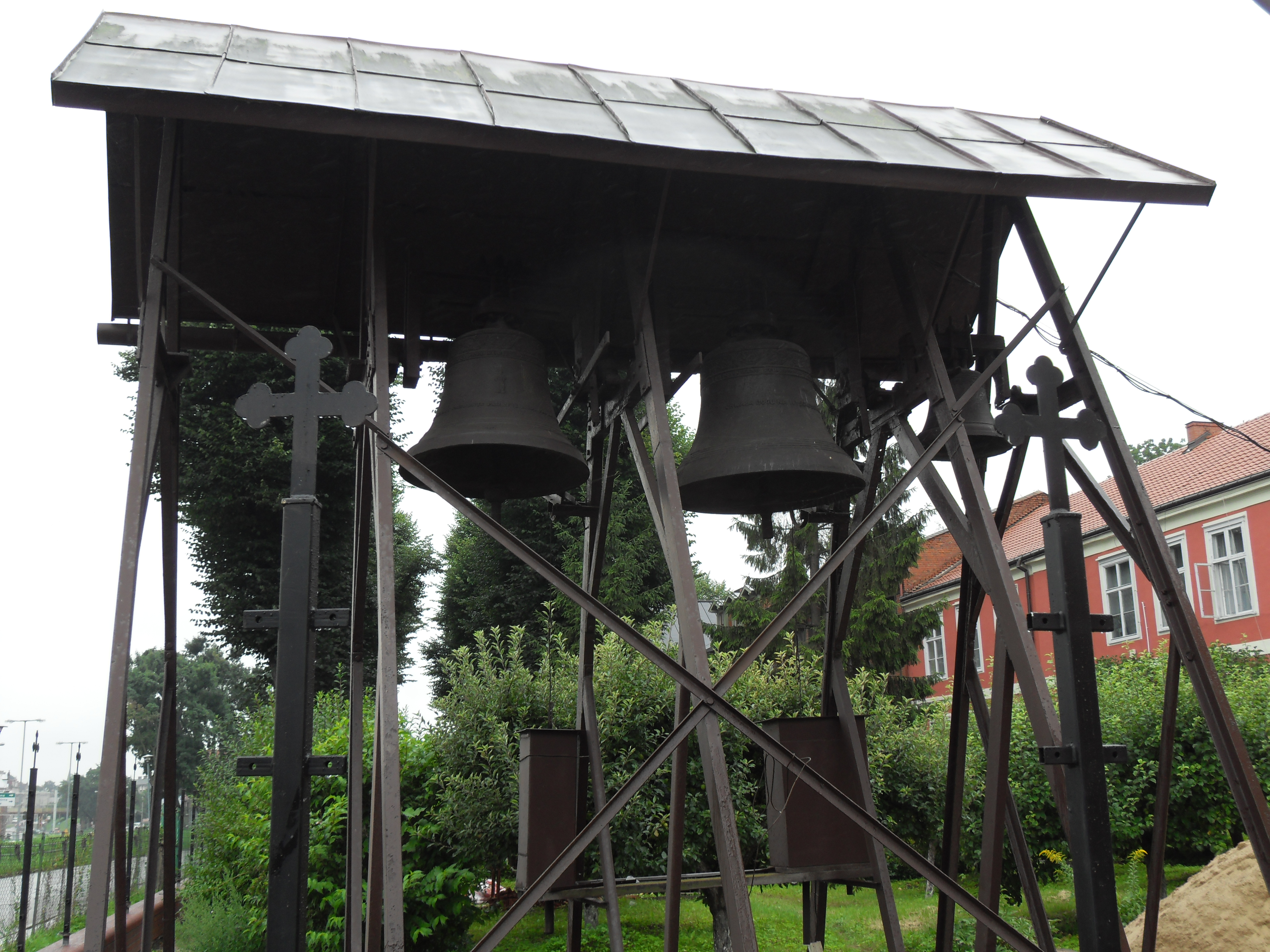
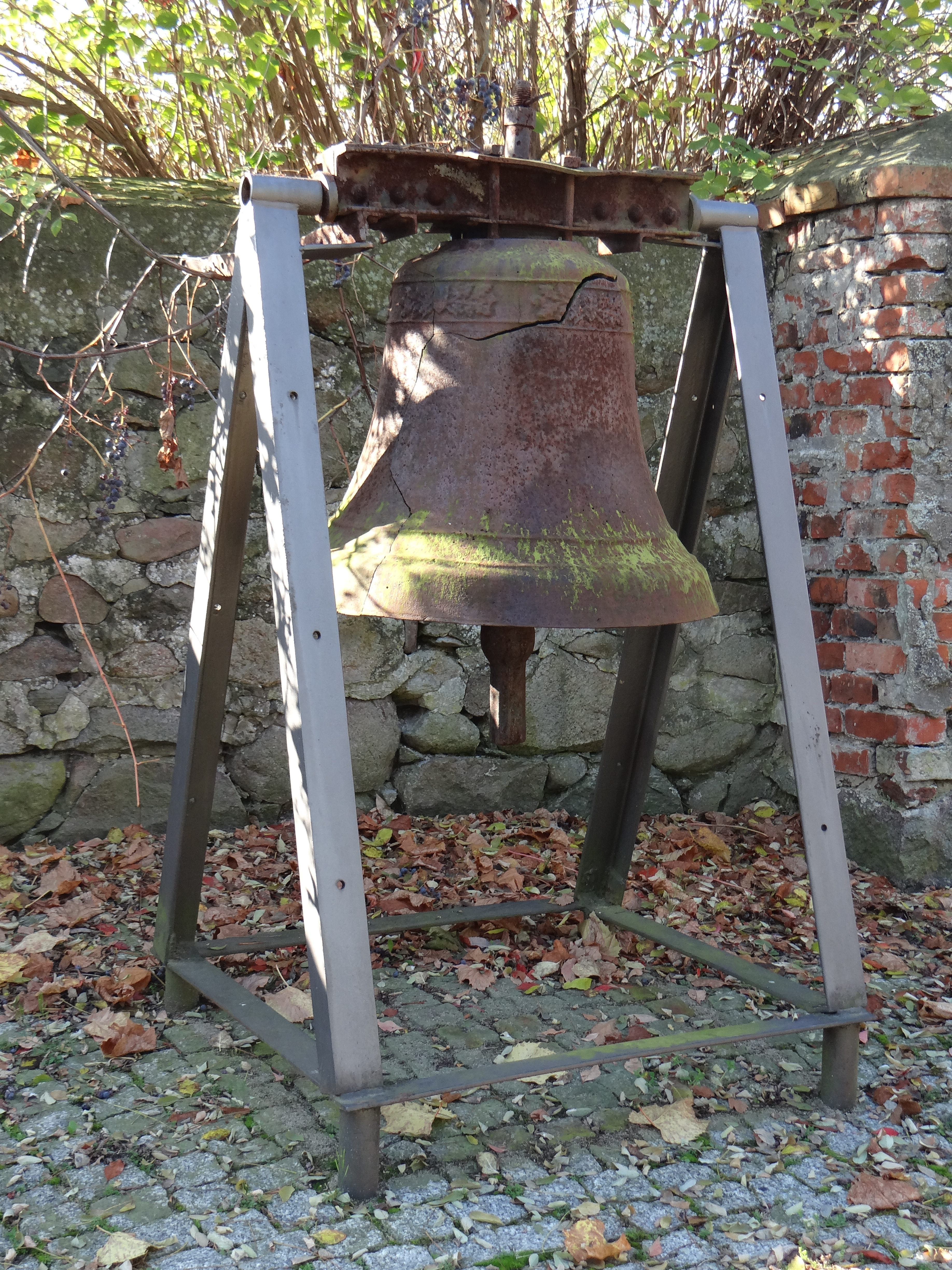
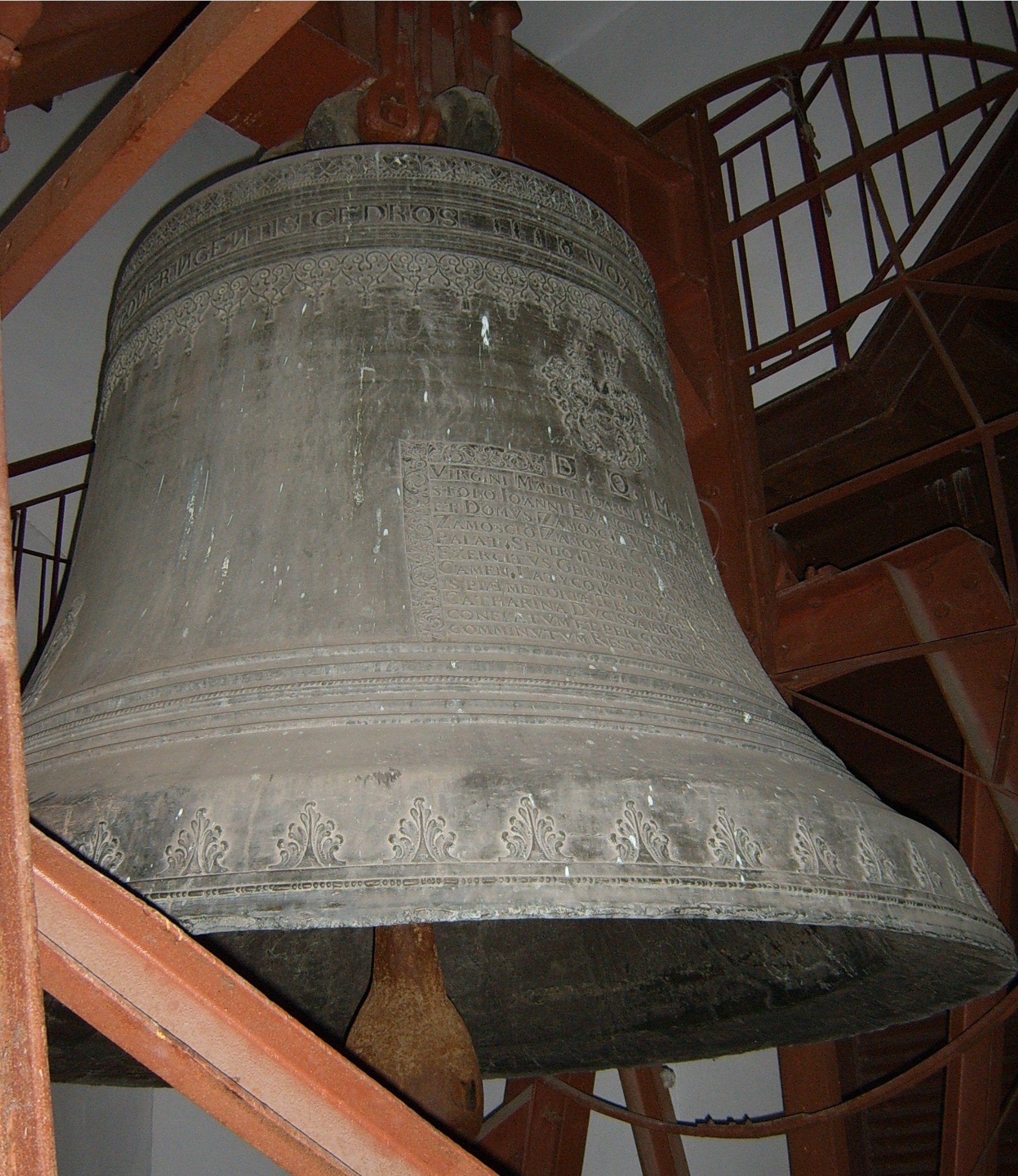
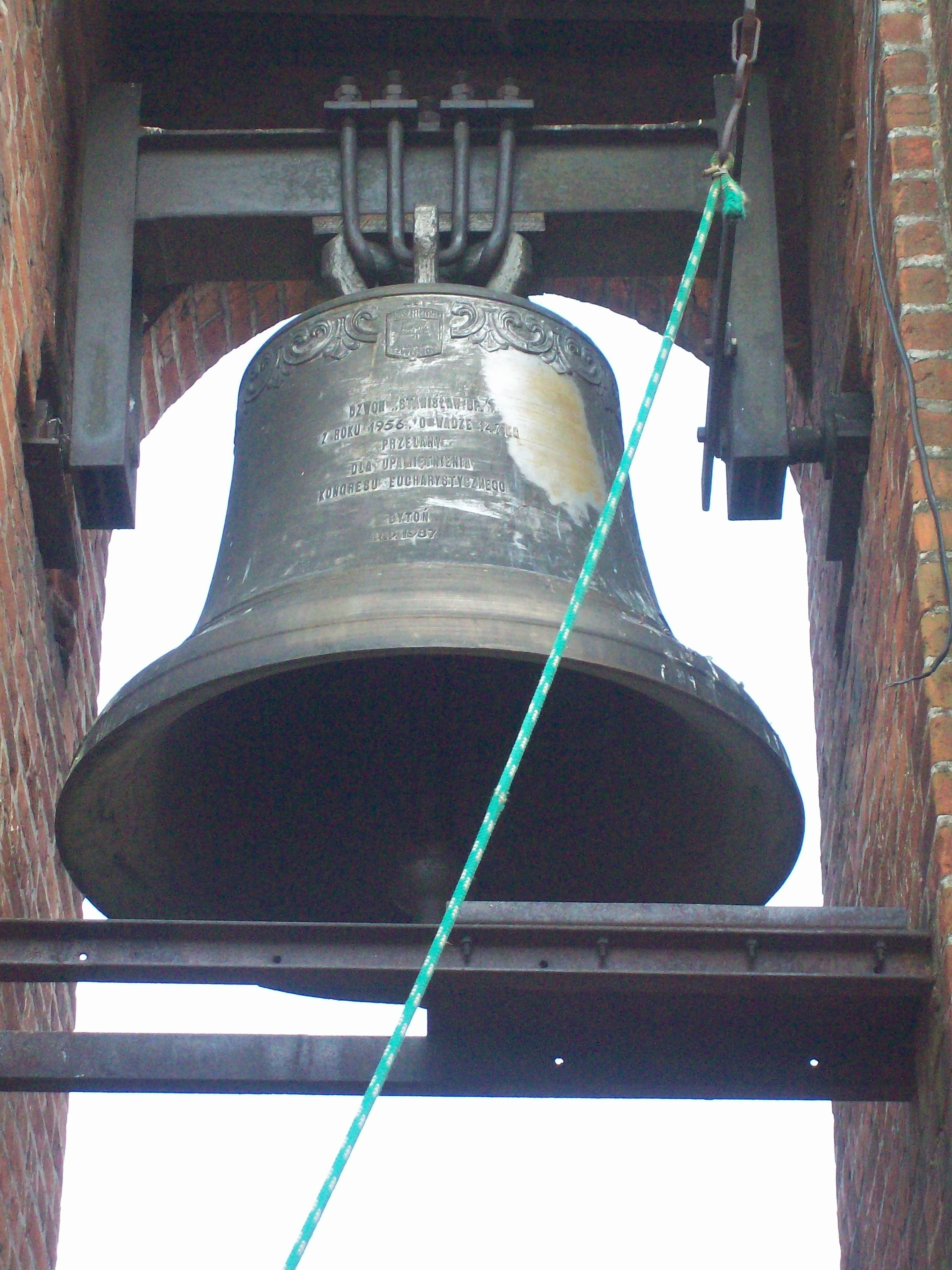
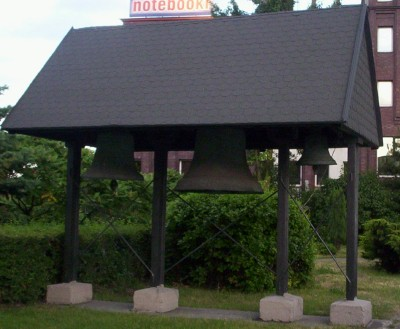
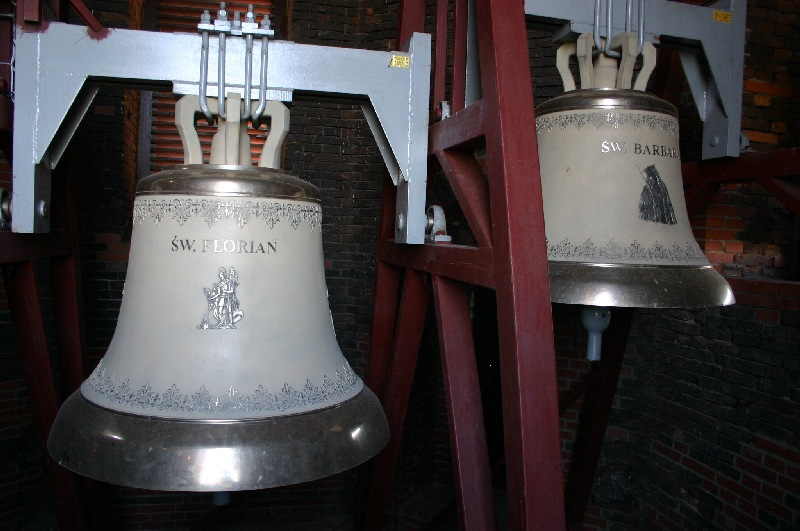
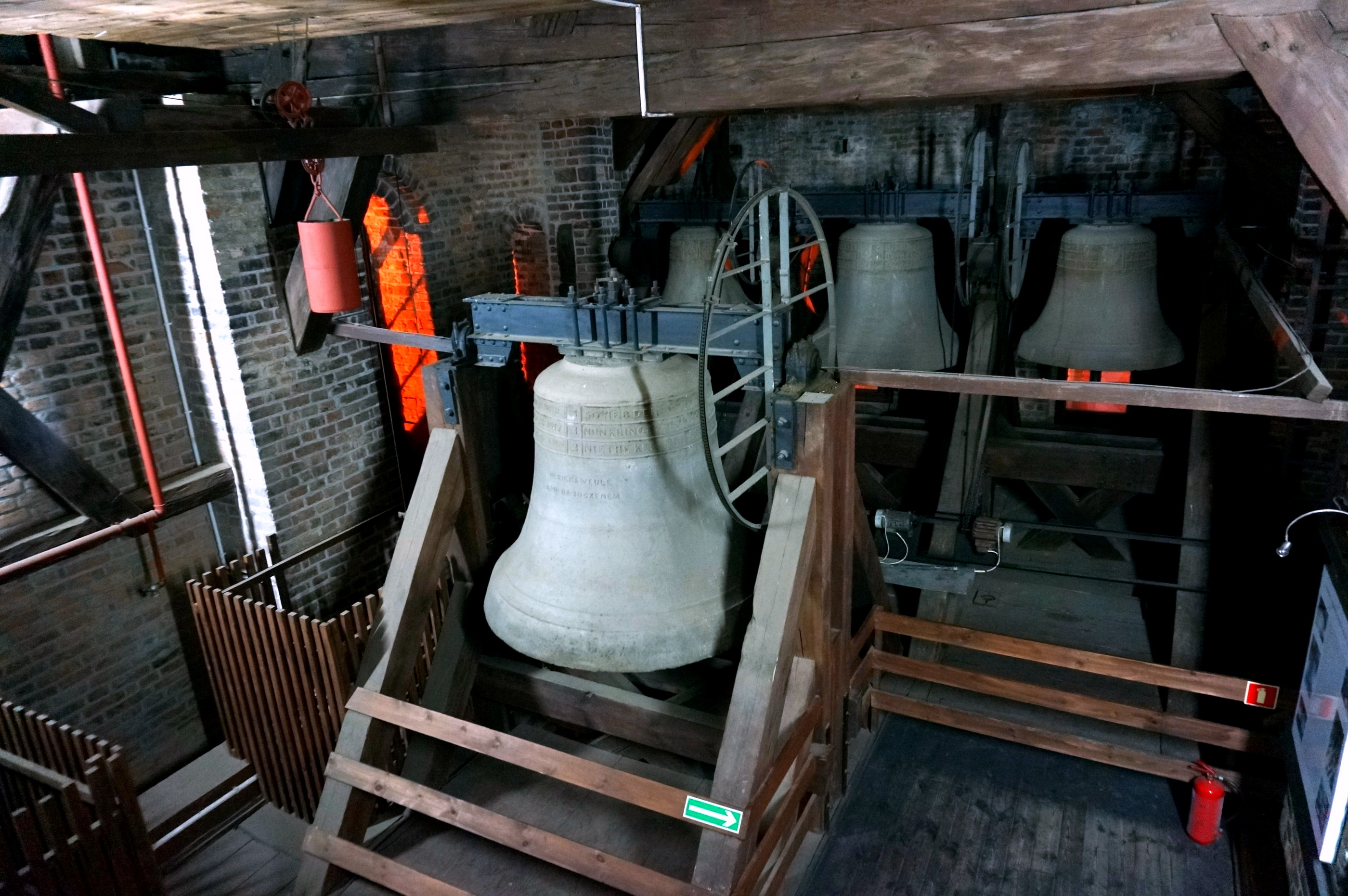
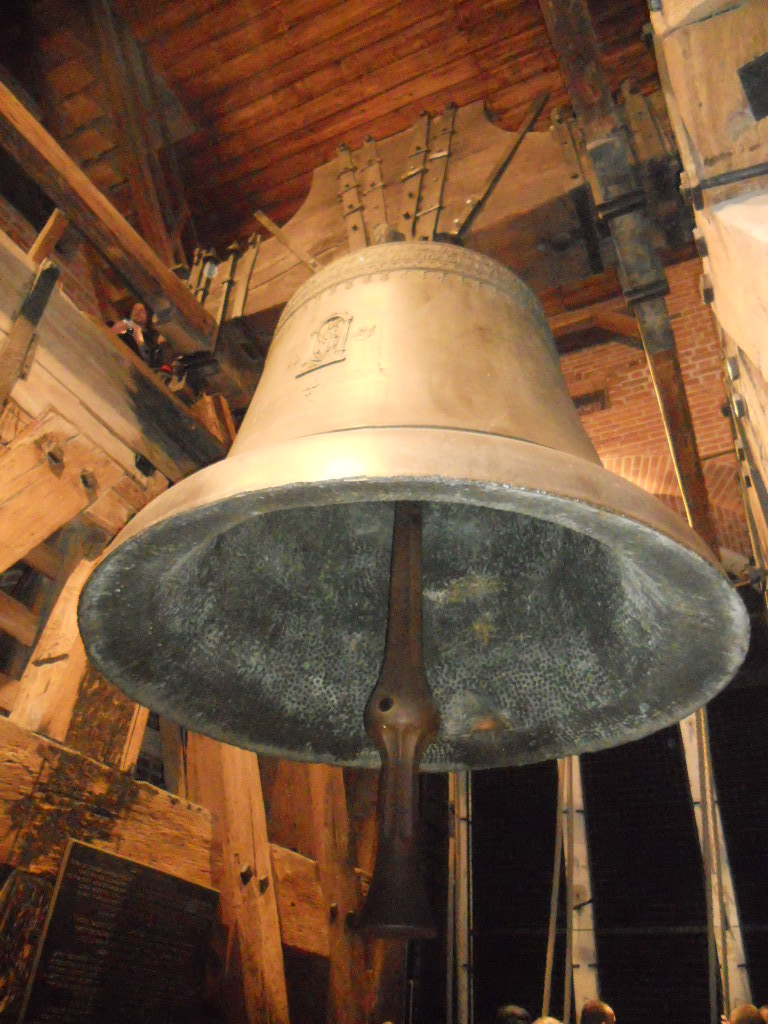
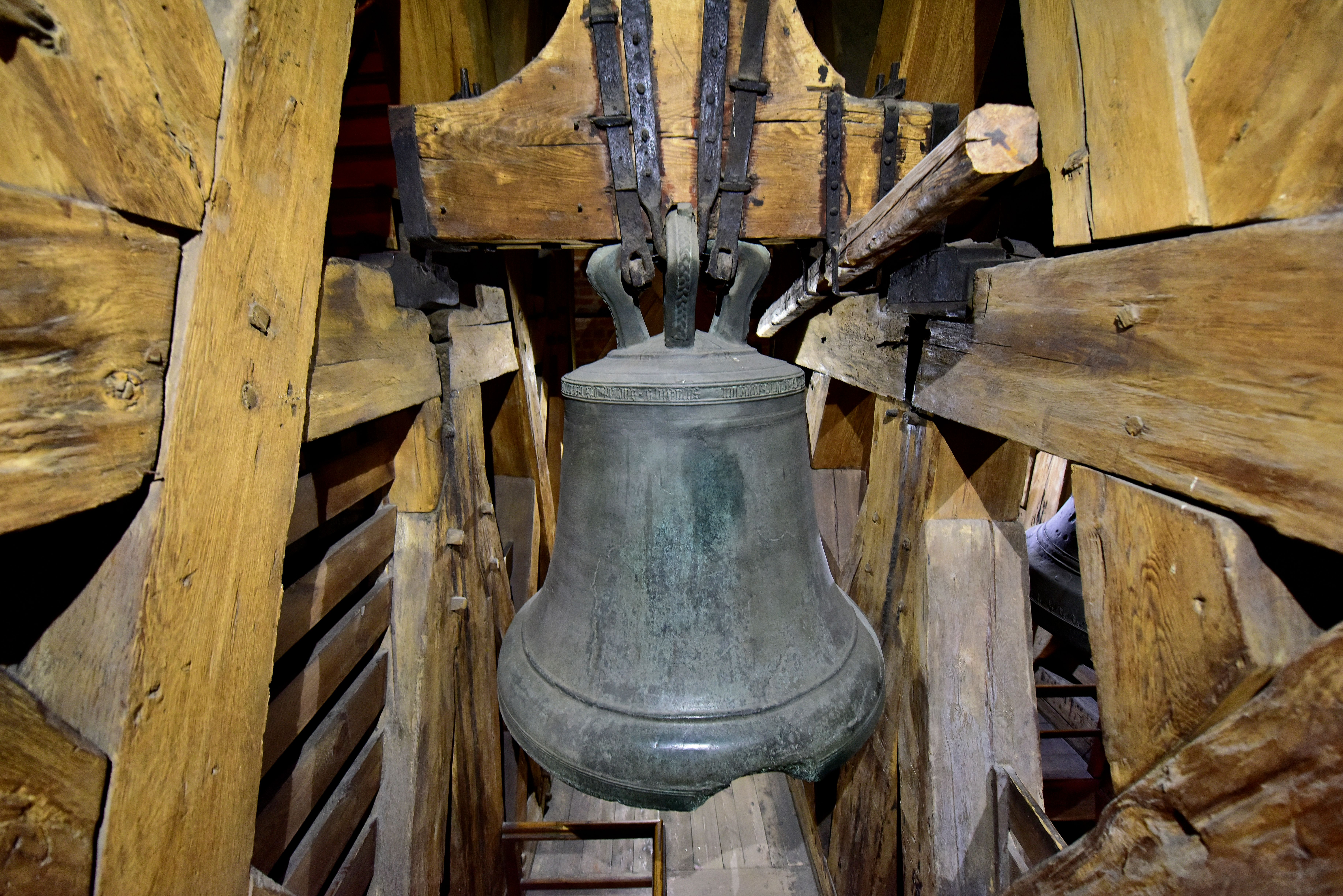
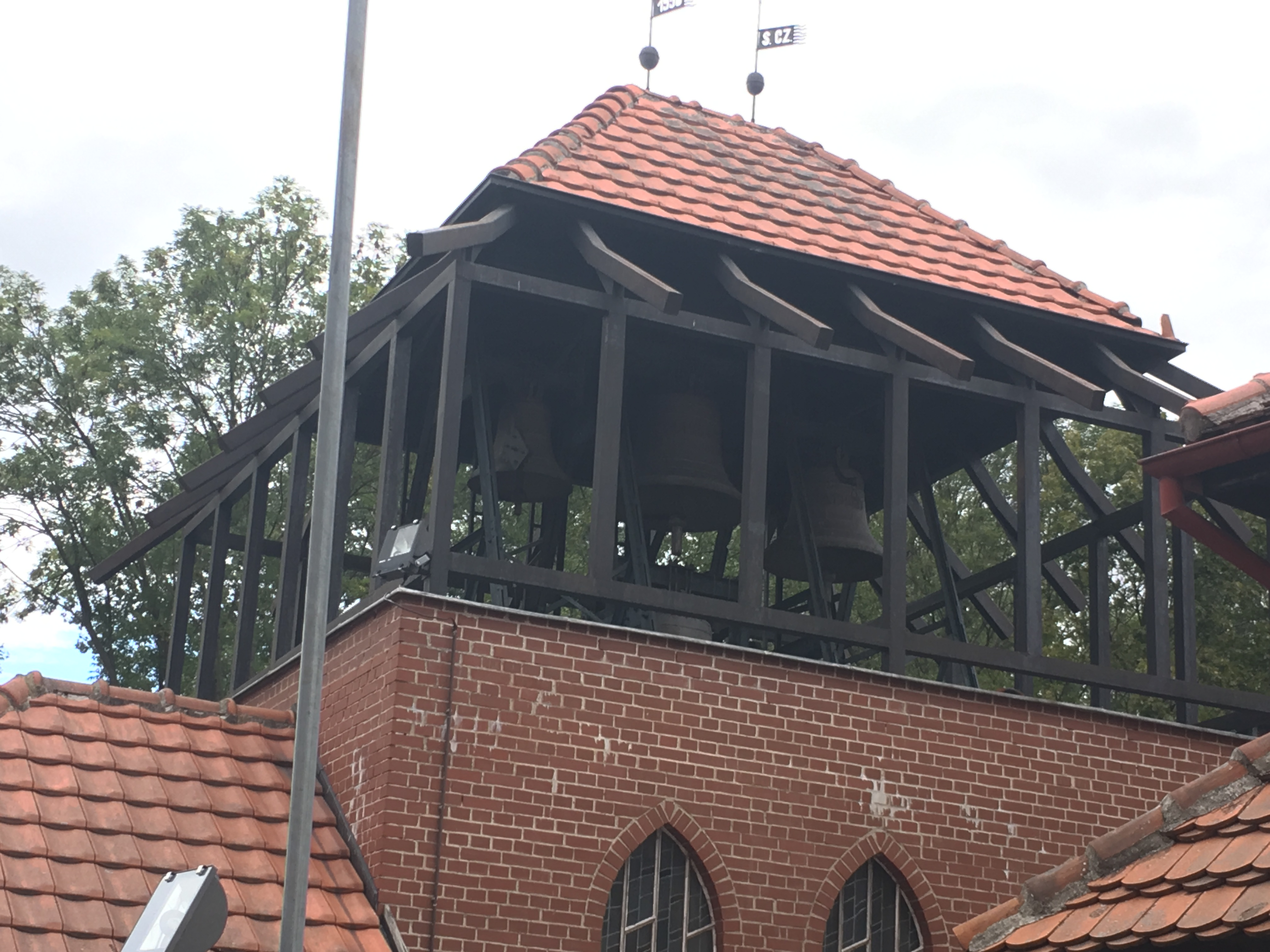
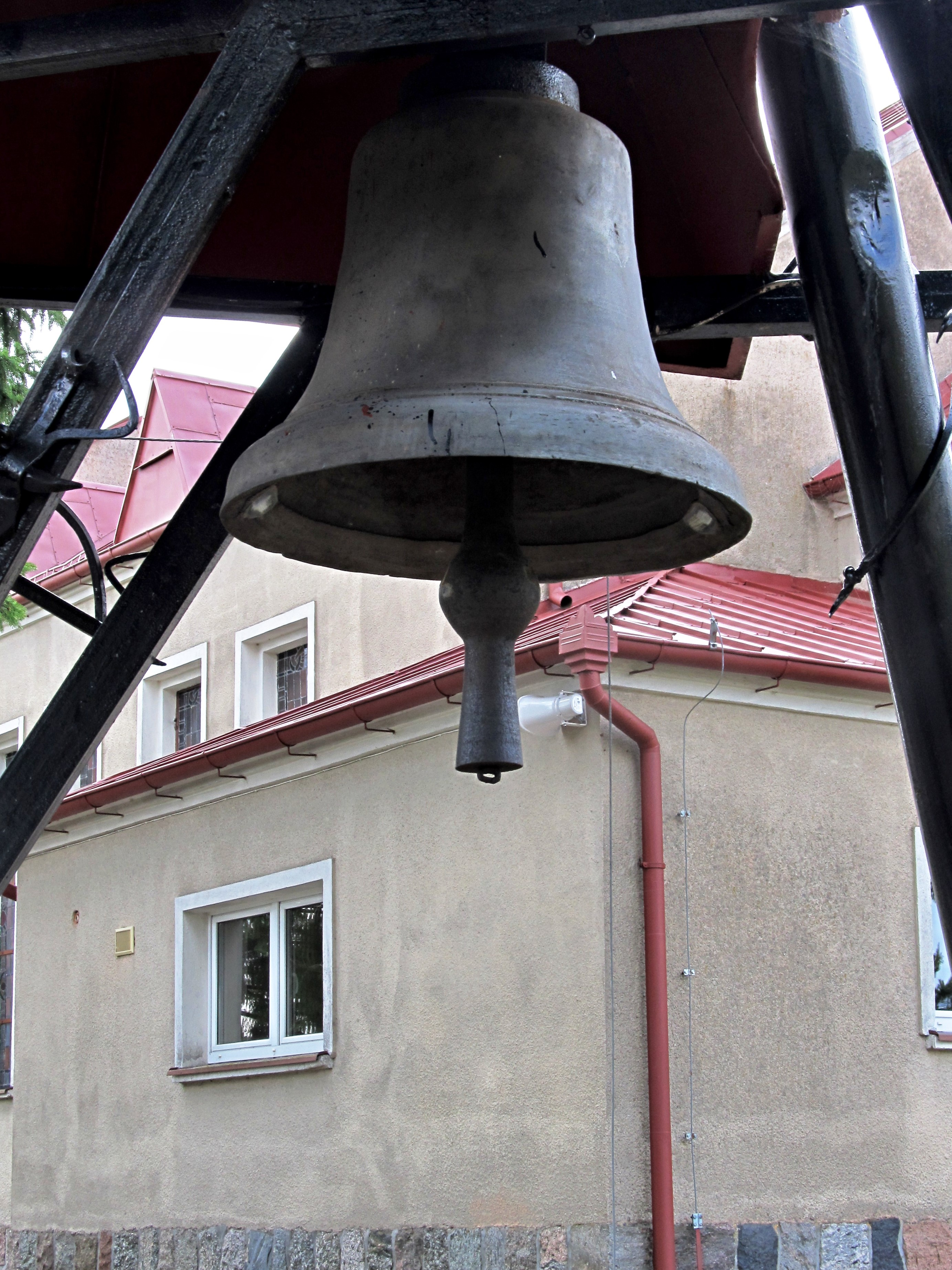
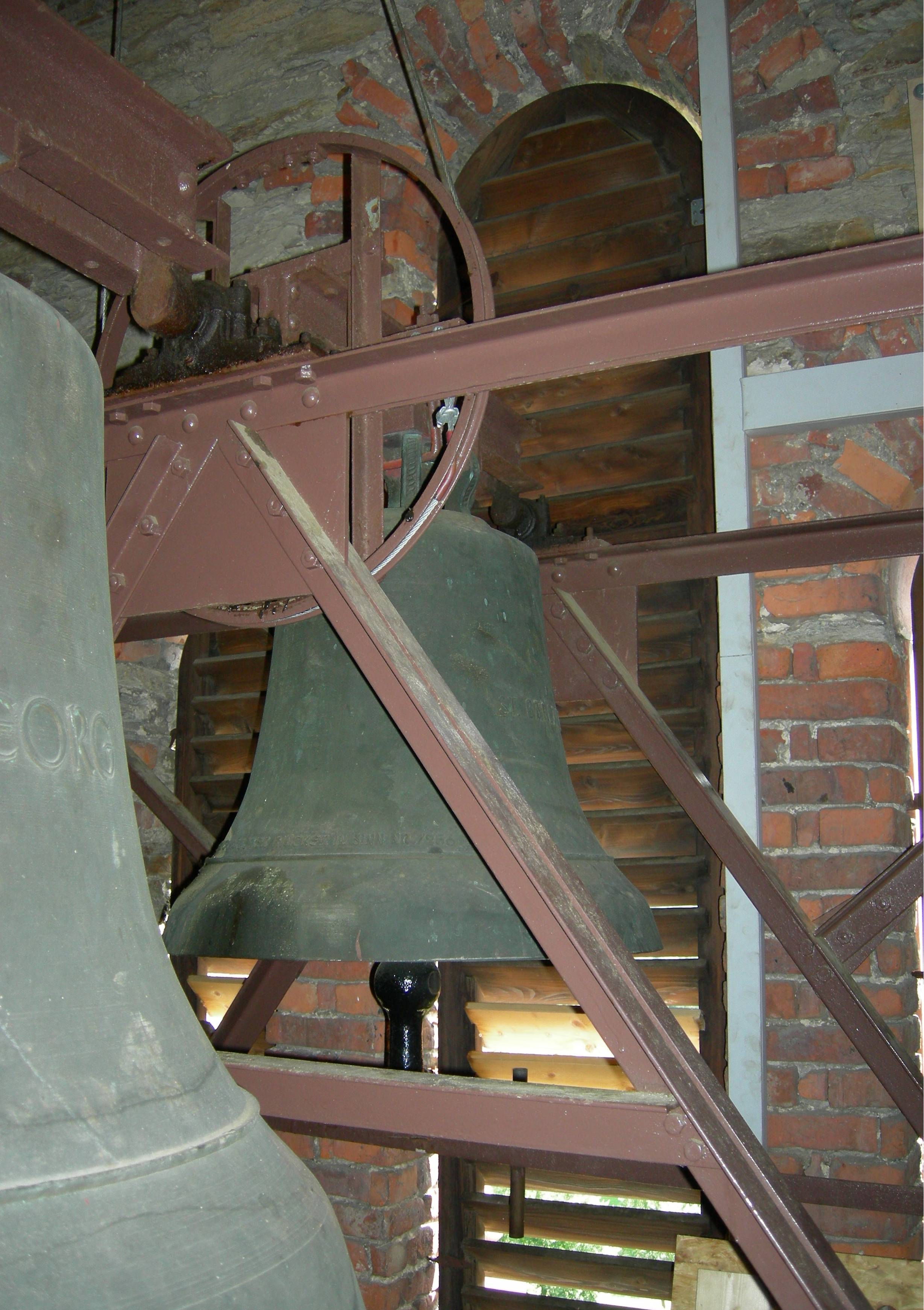
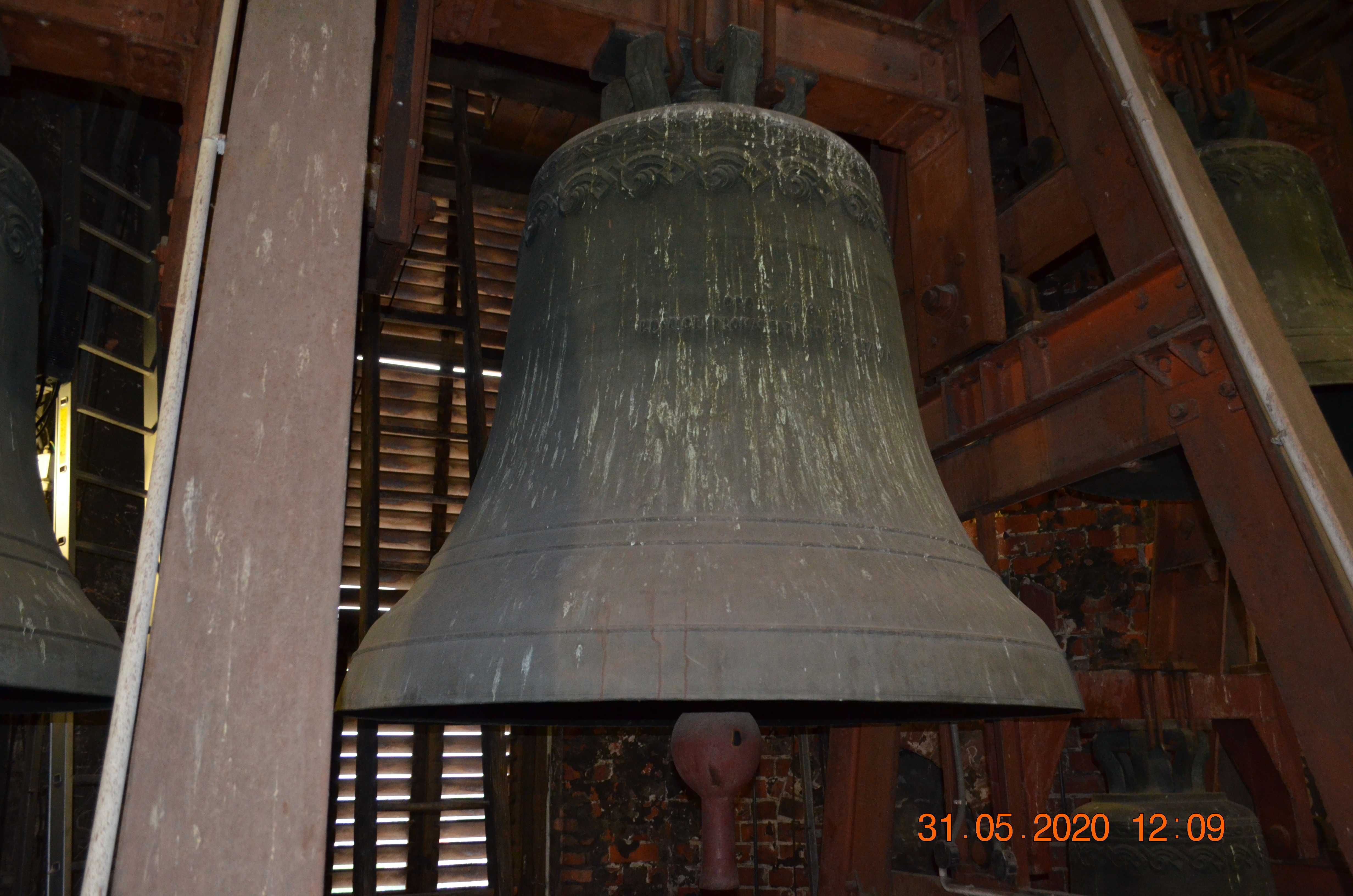
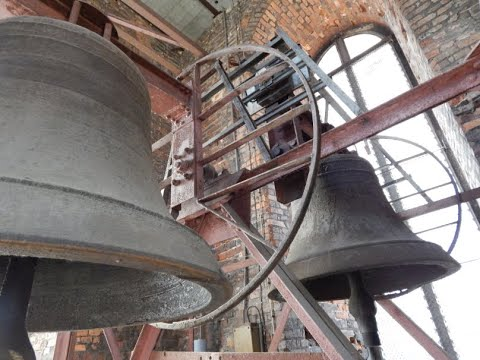
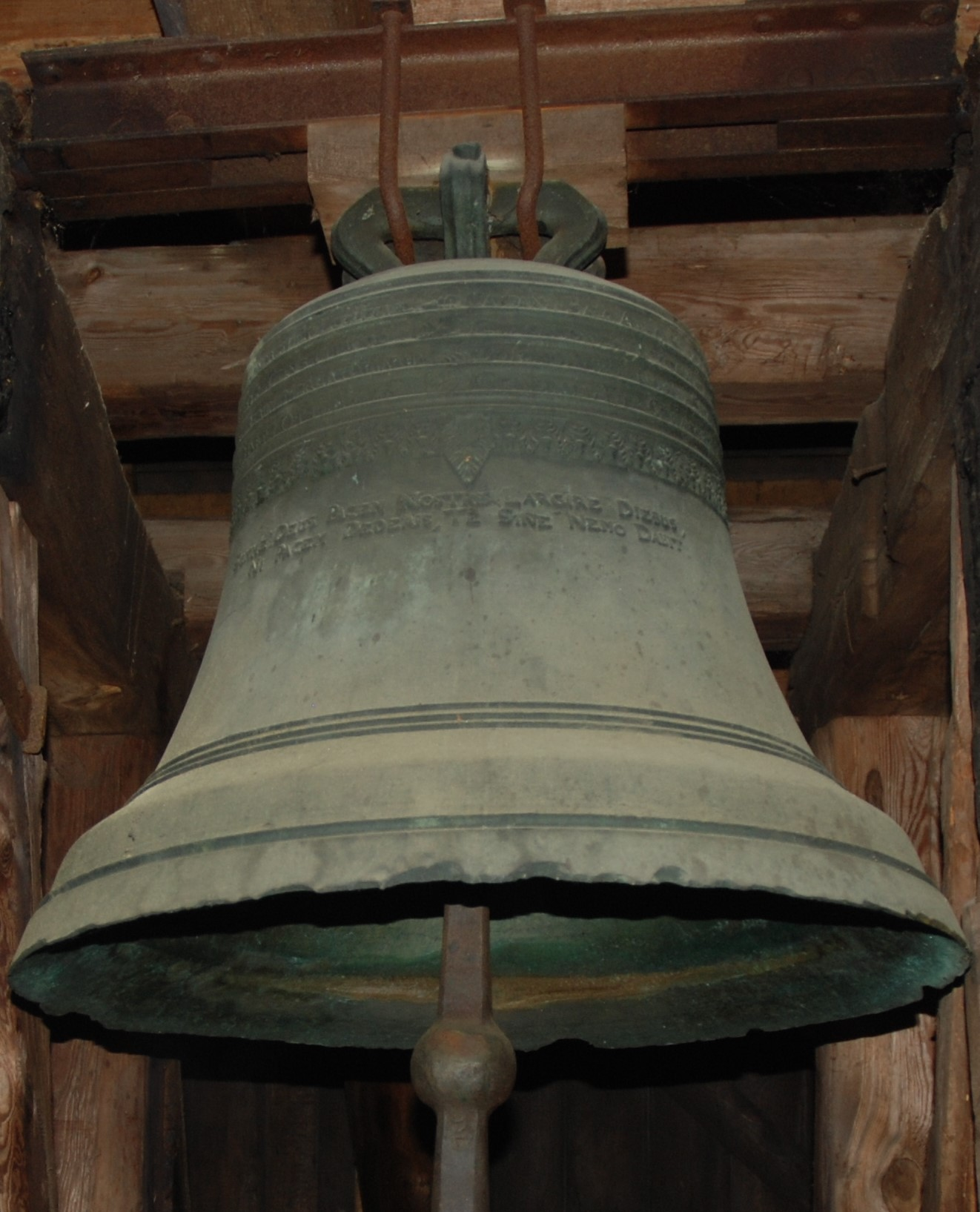
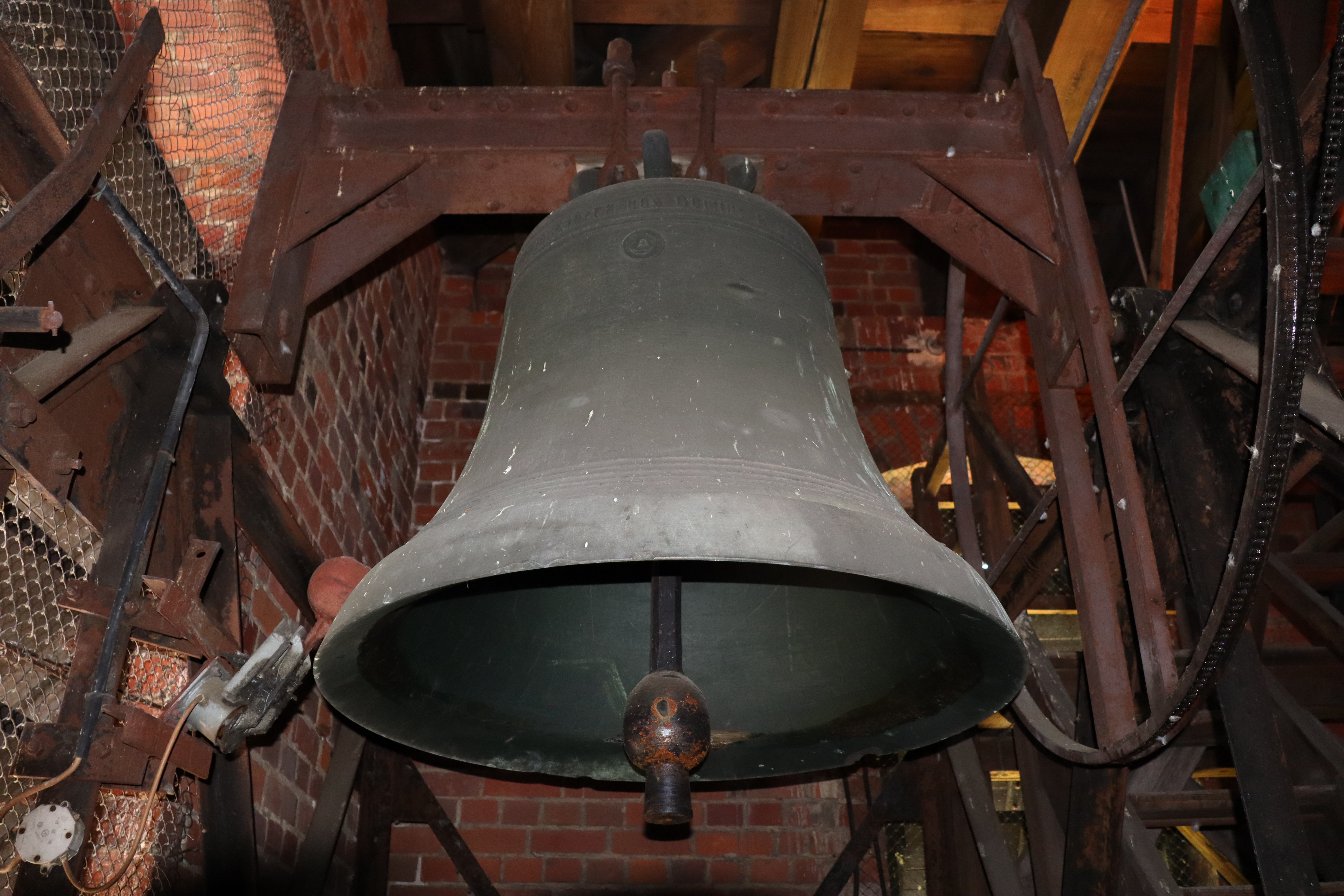
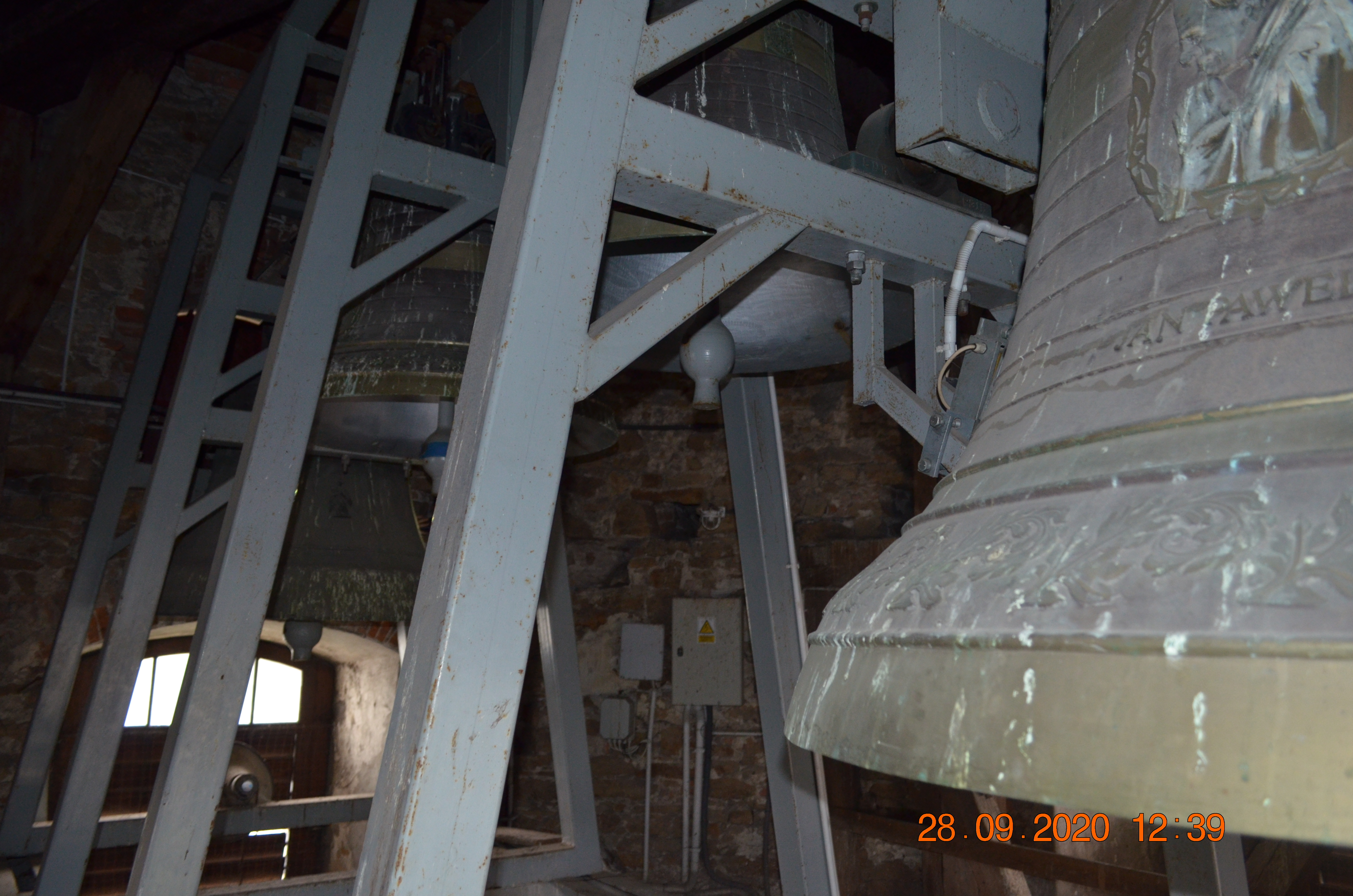
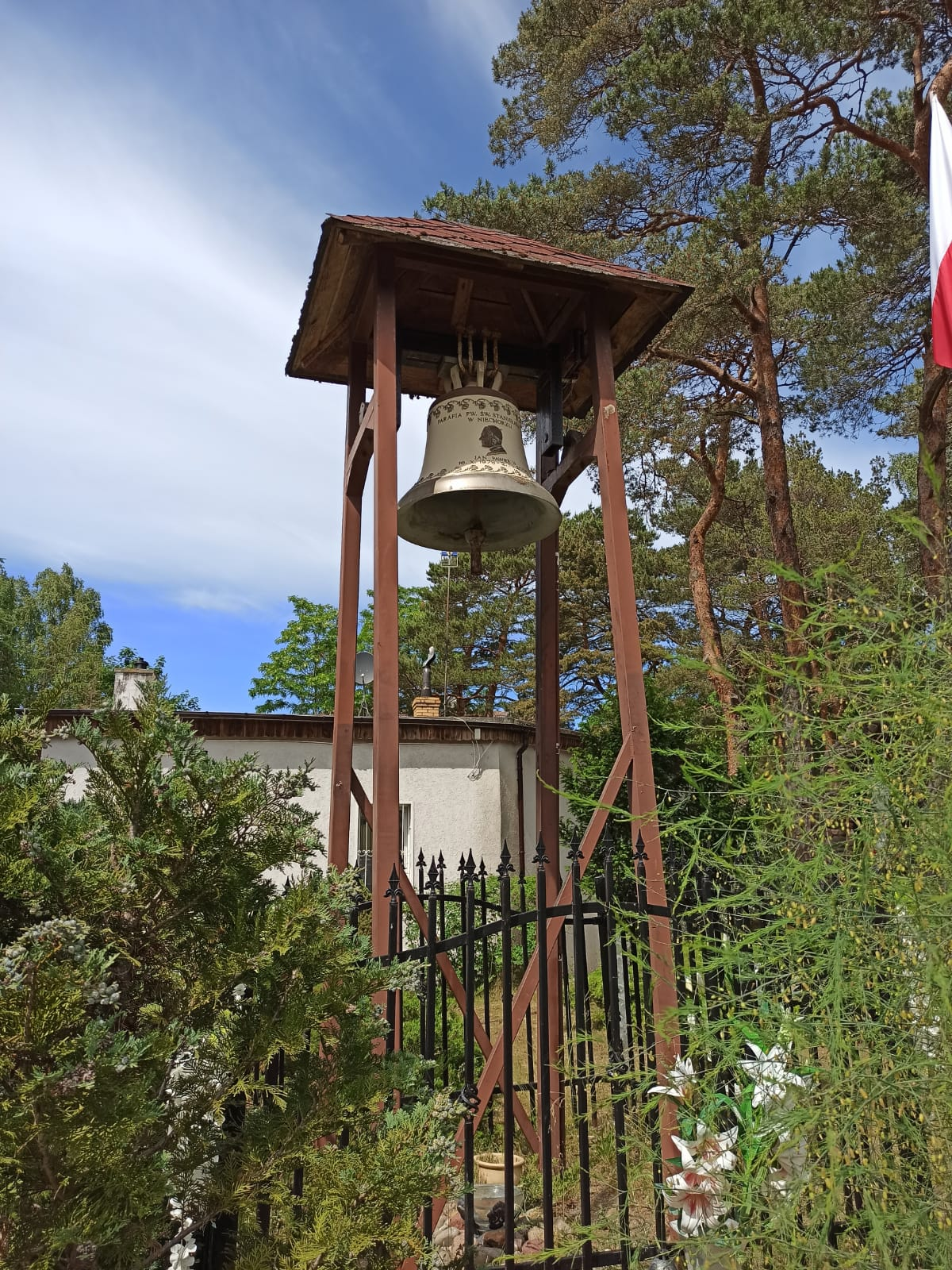

## Przepisy dzwonienia
Jest wiele szczegółowych tradycyjnych przepisów i szkół dzwonienia na kilku dzwonach, dotyczące zmiany kolejności uderzania w nie. Różnią się w poszczególnych krajach. Najbardziej ambitne wykorzystują wszystkie możliwe permutacje. Zajmuje się nimi kampanologia.